# Rhein-Neckar-Verkehr

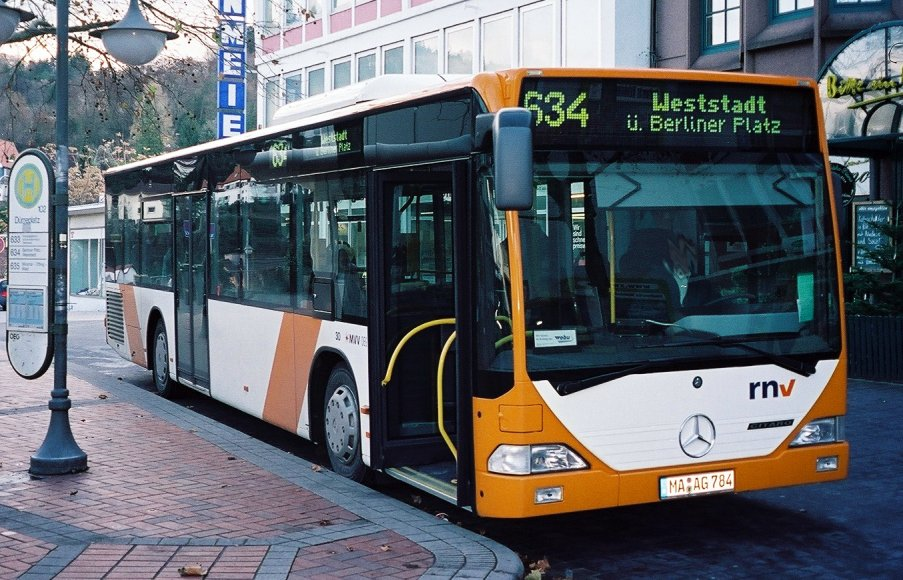
Ein älterer Citaro C1. Dieser Wagen war einer der ersten mit der Orange-Blauen RNV-Lackierung. Hier ist er am Weinheimer Dürreplatz.

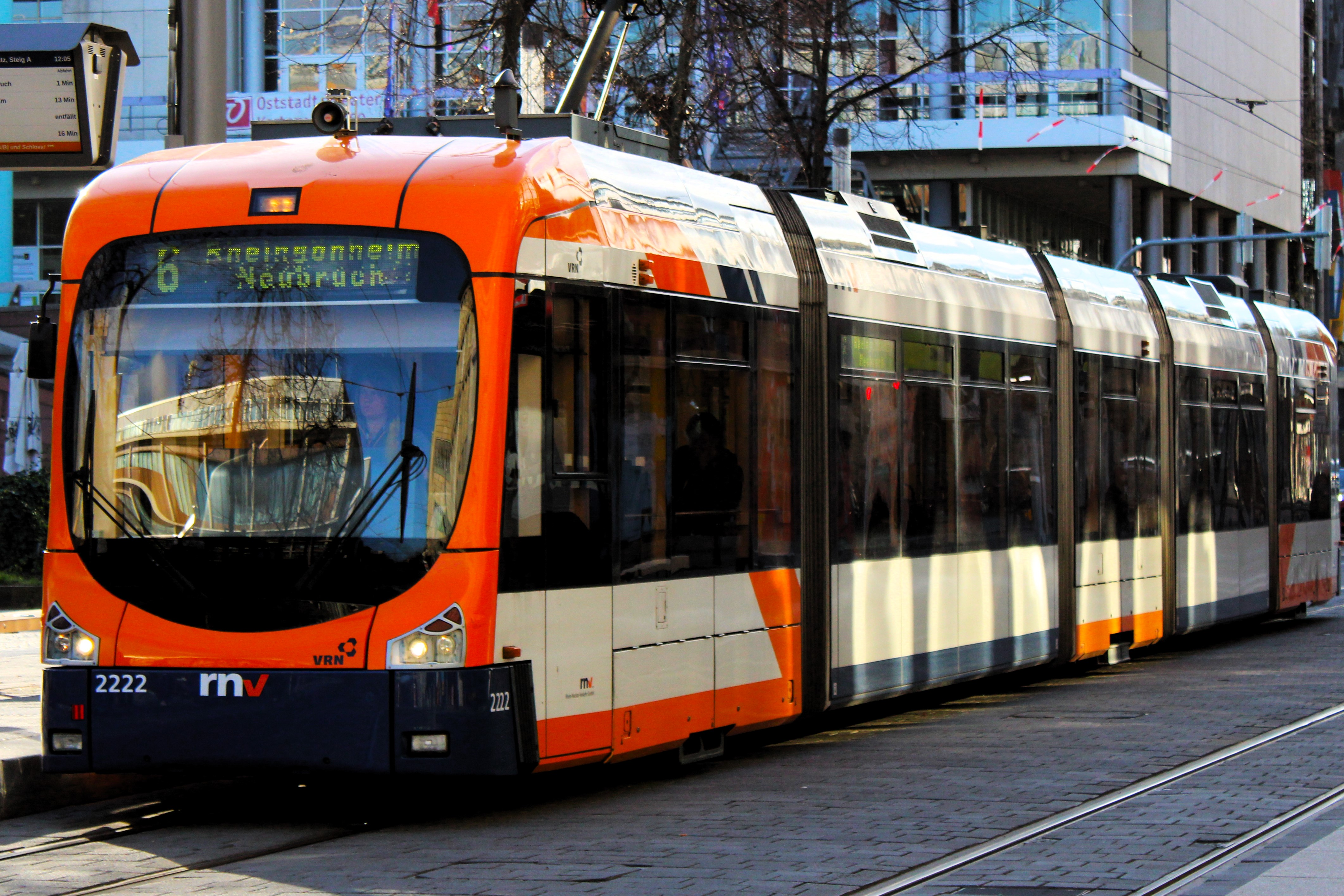
Rhein-Neckar-Variobahn (RNV6ER) 2222 am Mannheimer Paradeplatz

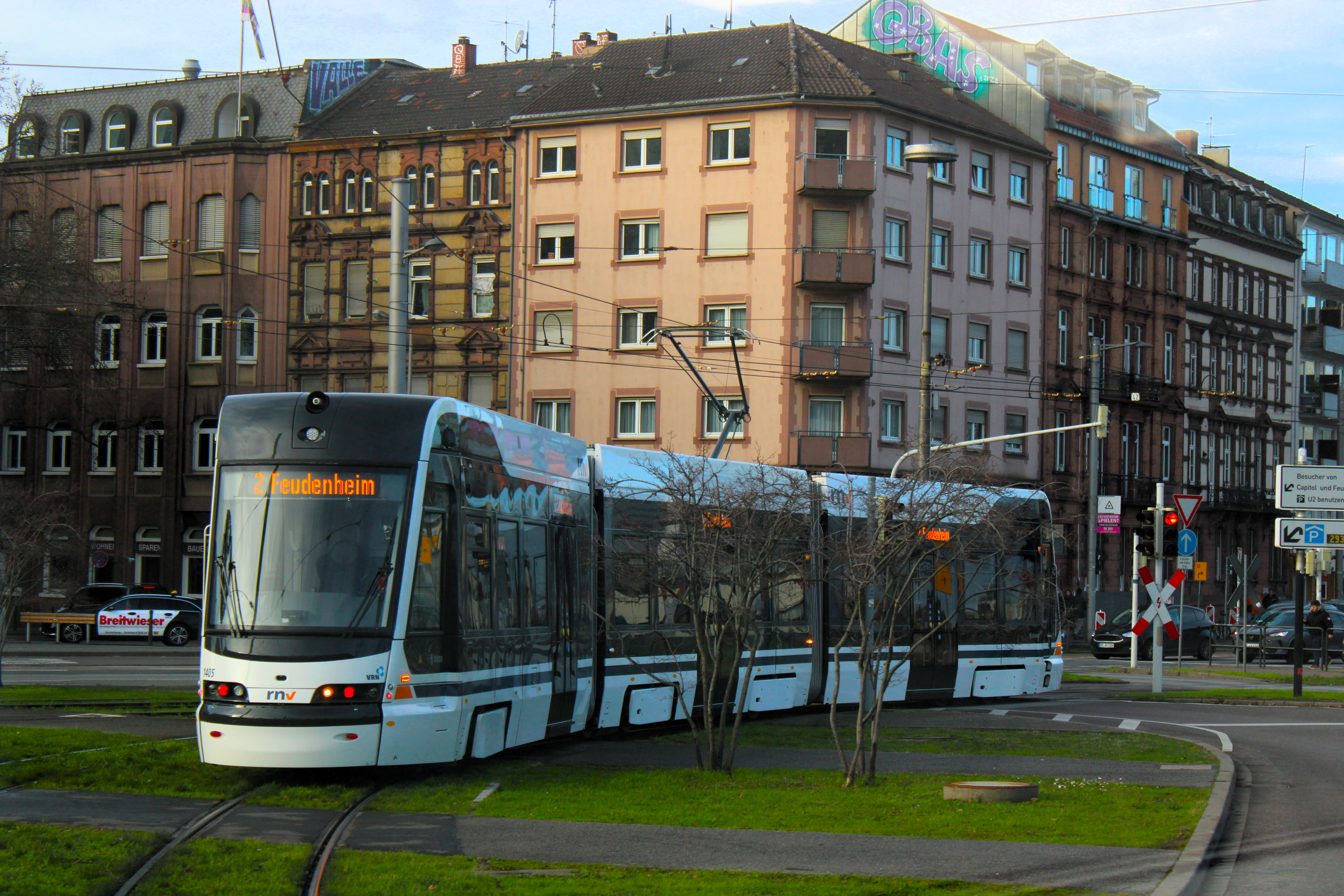
Rhein-Neckar-Tram (RNT) Wagen 1405 auf der Linie 2

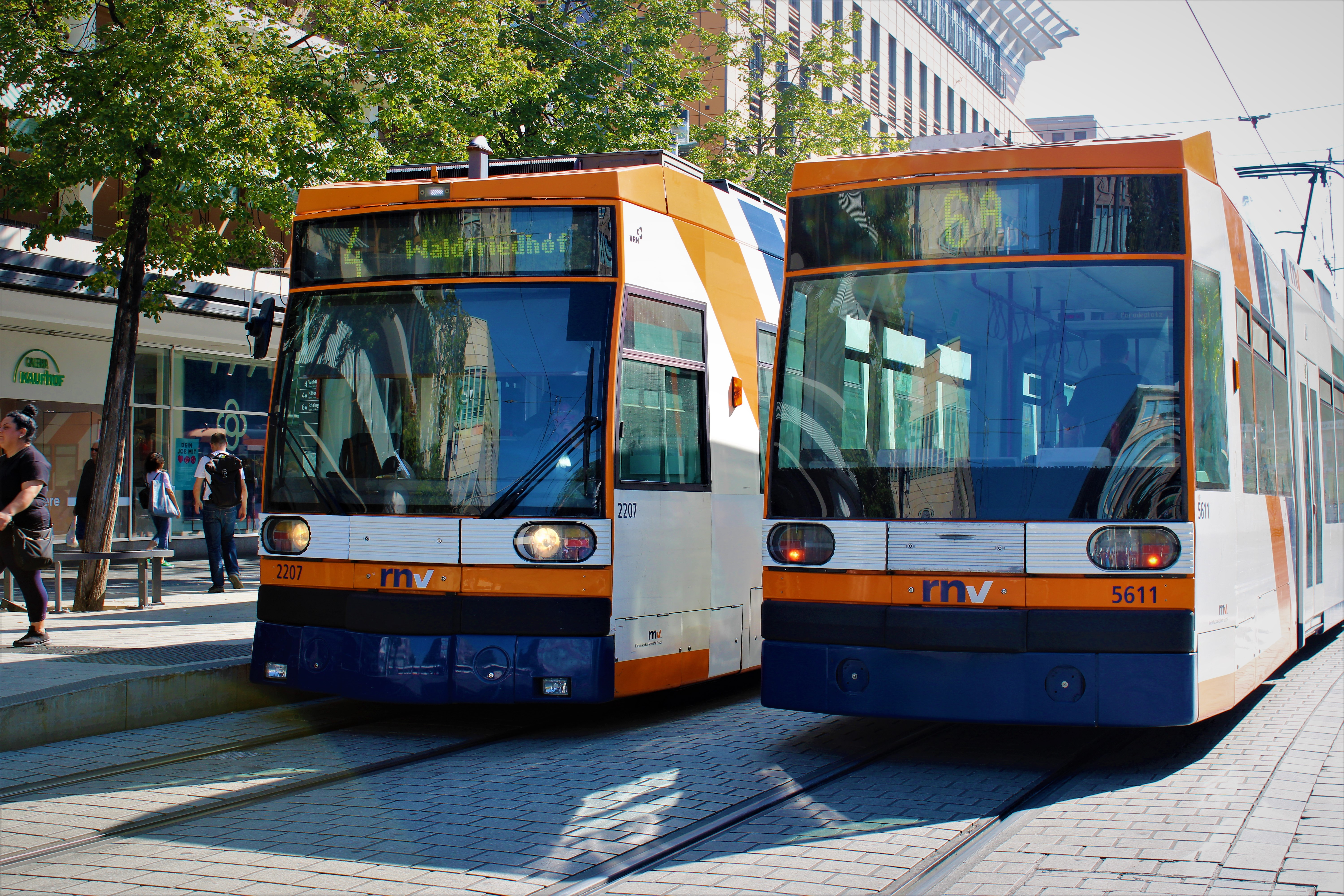
GT6N/6MGT Wagen 2207 und 5611 am Paradeplatz

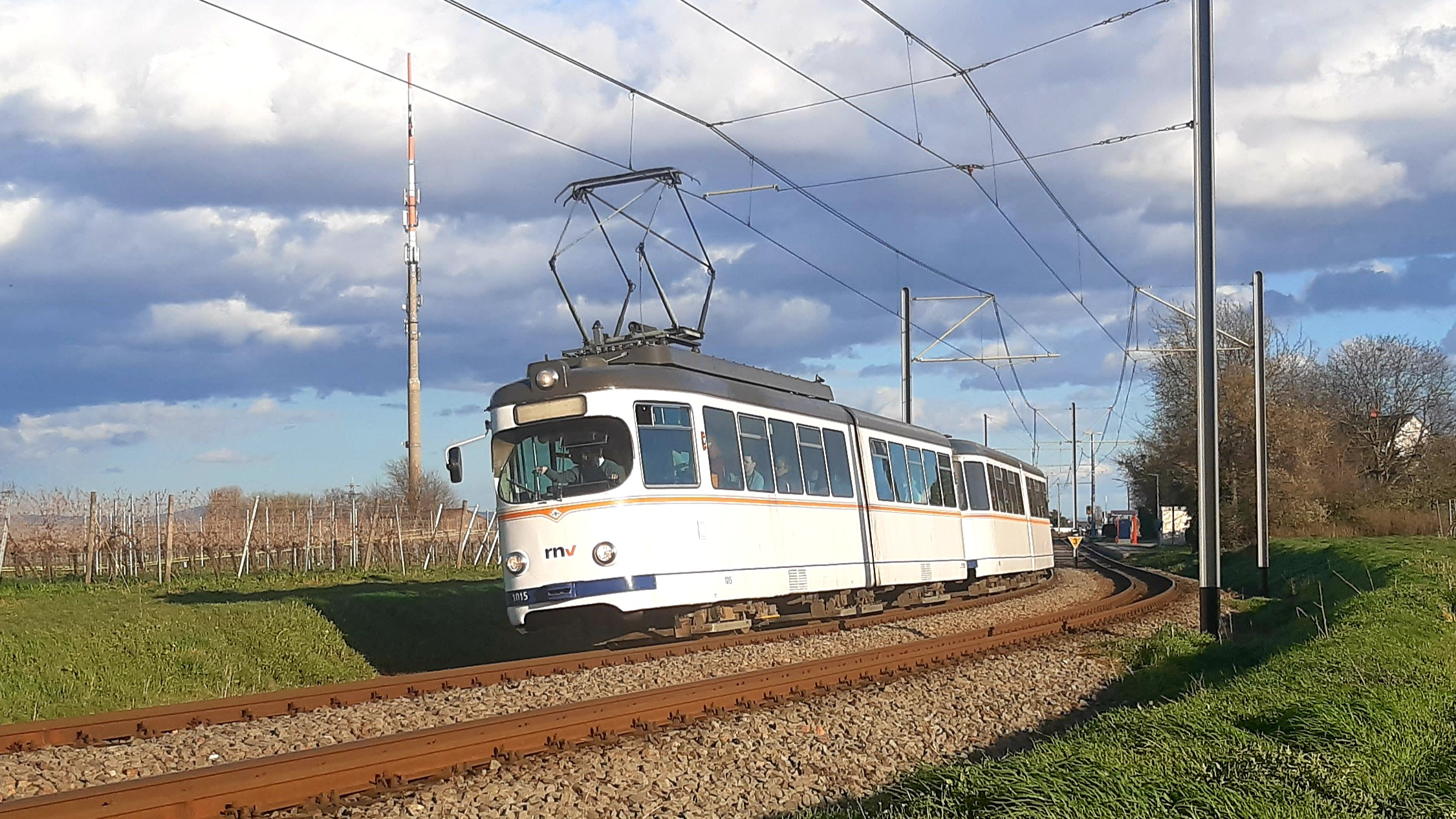
ET6 mit EB6 auf der Rhein-Haardtbahn, Wagen 1015+1055

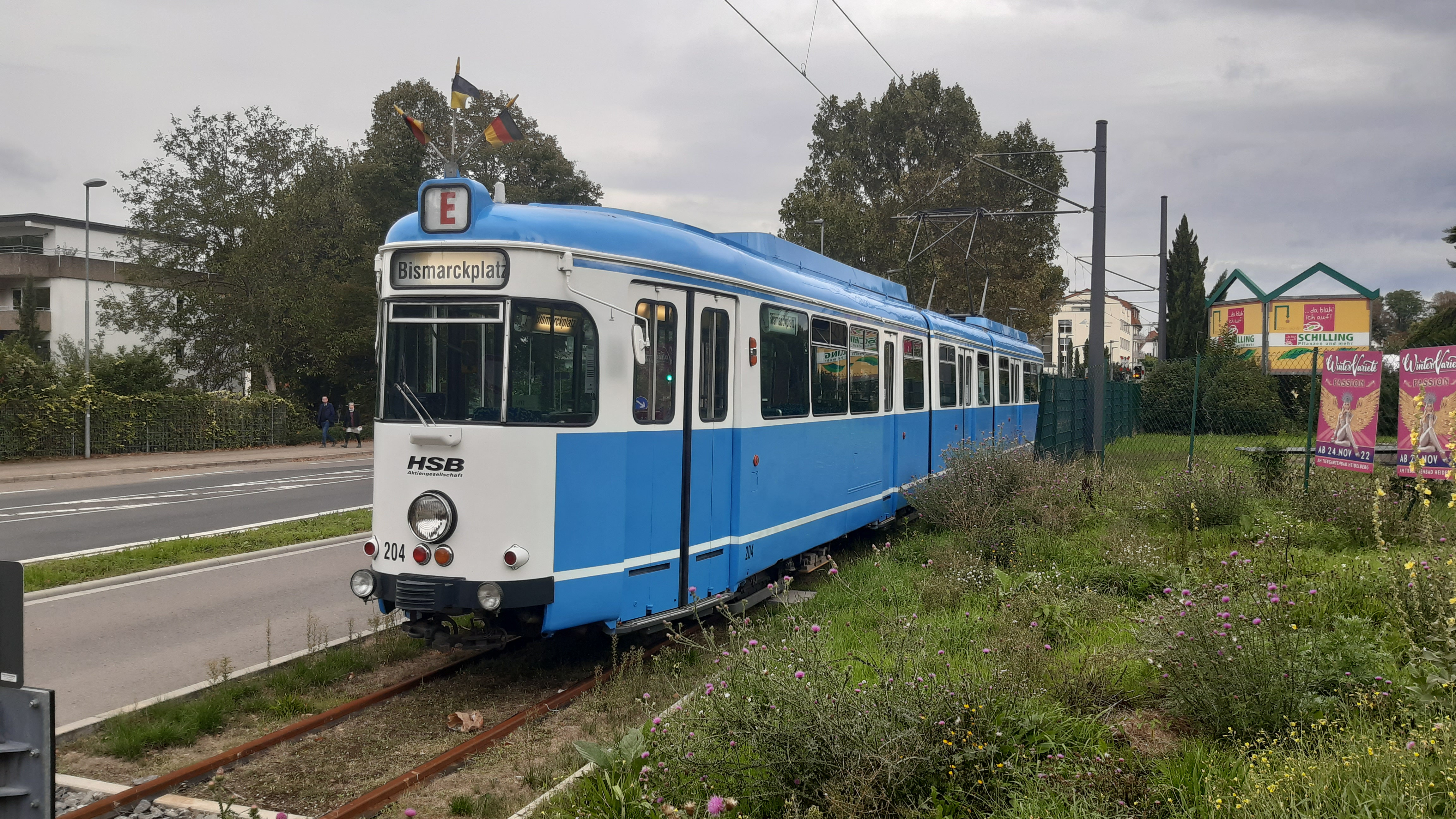
GT8(Z) der ehem. HSB in Leimen, Wagen 204

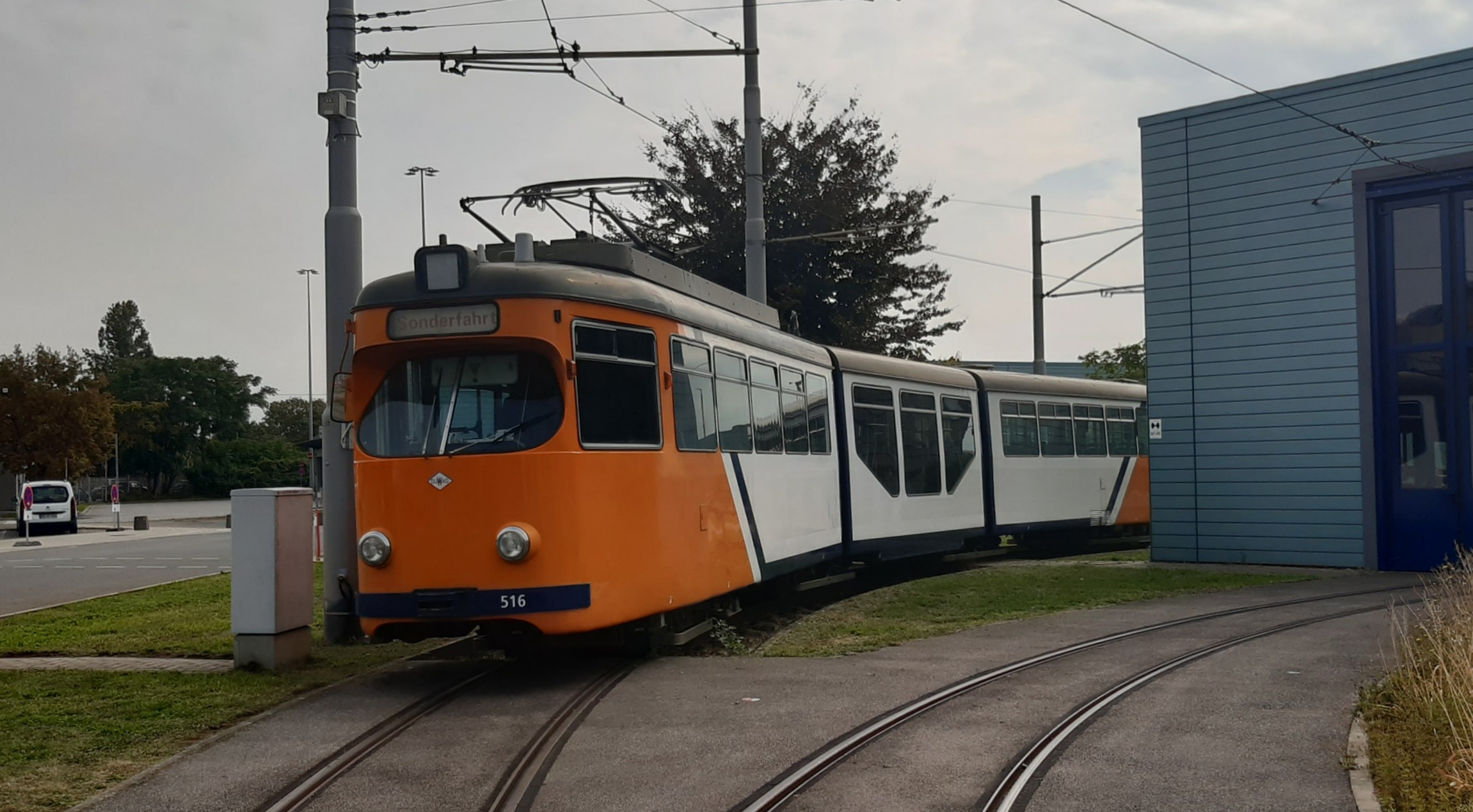
GT8N auf dem Betriebshof MA Möhlstraße, Wagen 516

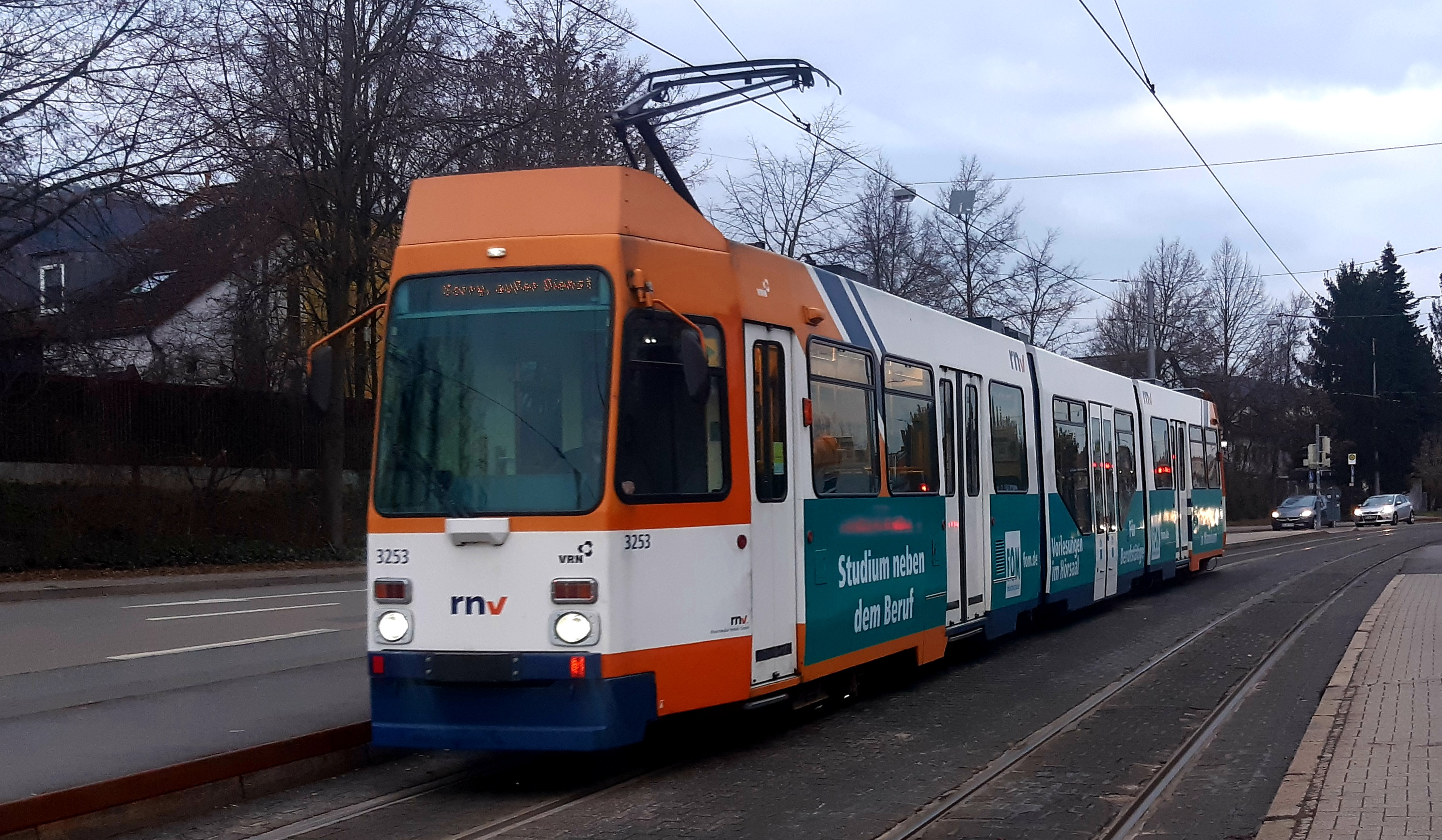
M8C-NF 3253 an der Haltestelle Handschuhsheim-Burgstraße

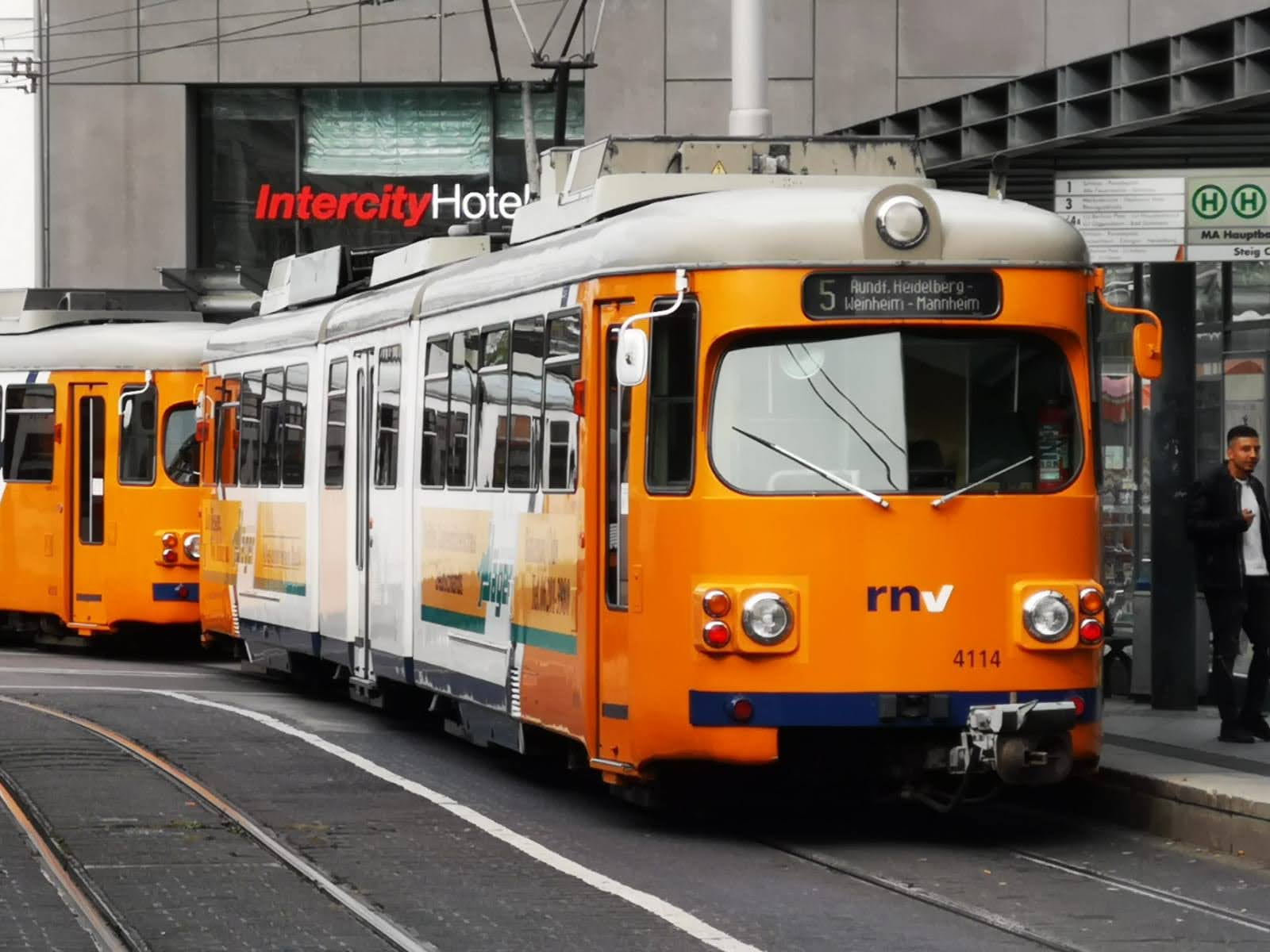
GT8K am Hauptbahnhof Mannheim, Wagen 4114

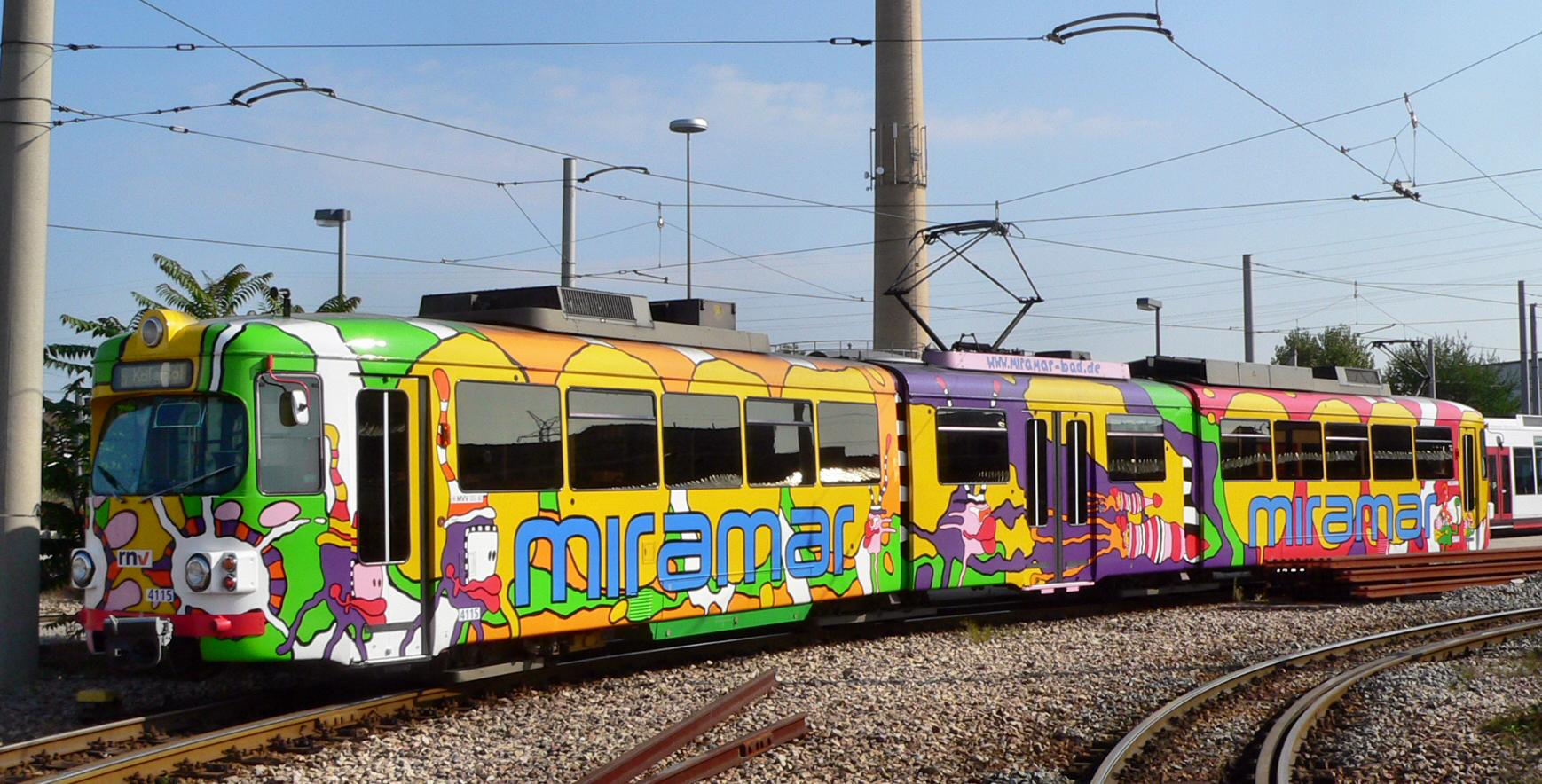
GT8K „Miramar-Bahn“, Wagen 4115

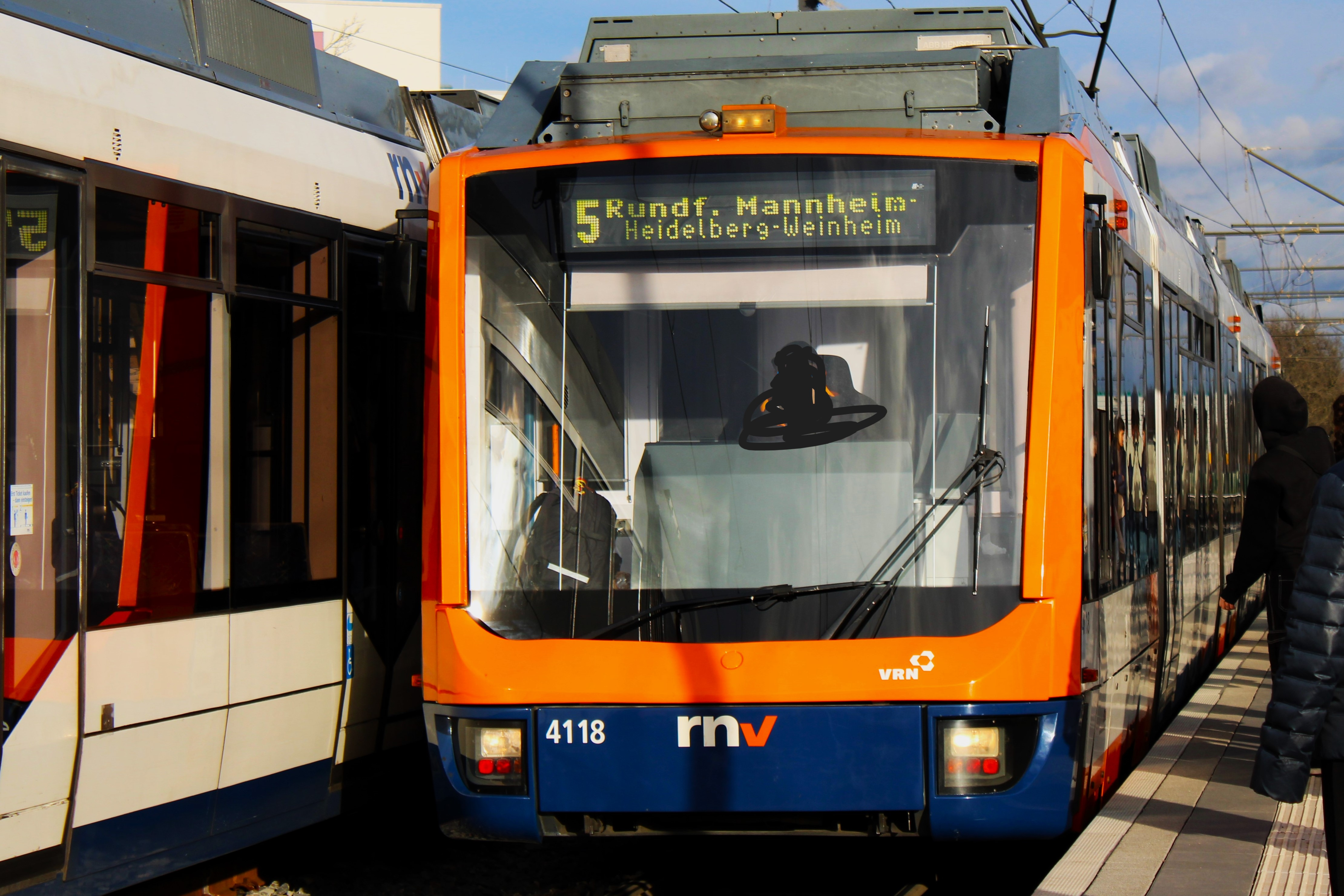
V6 an der Bensheimer Straße auf der Linie 5 4118

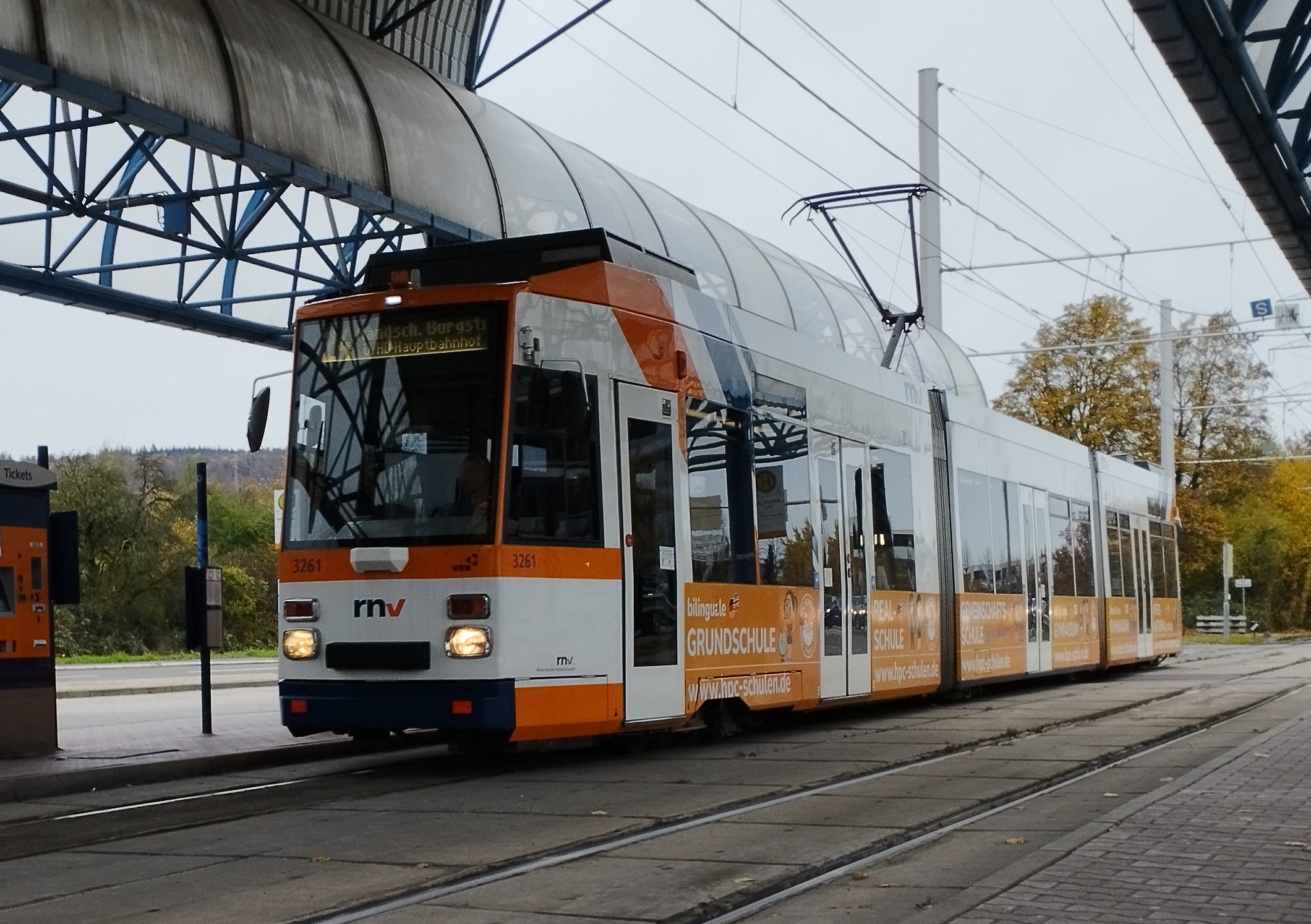
MGT6D Wagen 3261 an der Haltestelle Rohrbach Süd

Die Rhein-Neckar-Verkehr GmbH (RNV) – Eigenschreibweise rnv – ist ein Verkehrsunternehmen, das im Rhein-Neckar-Raum in den Großstädten Heidelberg, Mannheim und Ludwigshafen am Rhein den öffentlichen Personennahverkehr betreibt, sowie die fünf mit den meterspurigen Stadtbahnstrecken verbundenen Eisenbahnstrecken von Mannheim-Käfertal nach Heddesheim, von Mannheim-Käfertal nach Weinheim, von dort nach Heidelberg-Handschuhsheim und von Mannheim Kurpfalzbrücke nach Heidelberg (ehemals Oberrheinische Eisenbahn) sowie von Bad Dürkheim nach Ludwigshafen-Oggersheim (ehemals Rhein-Haardtbahn).

## Entstehung
Die Gesellschaft entstand 1999 als RNB GmbH, später Rhein-Neckar-Bahn GmbH (RNB), mit Sitz im Luisenring. Damals war vorgesehen, dass sich das Unternehmen zusammen mit der DB Regio AG an der Ausschreibung der S-Bahn RheinNeckar beteiligen sollte. Dies scheiterte jedoch aus rechtlichen Gründen.
Das Unternehmen wurde zur Rhein-Neckar-Verkehr GmbH umgewandelt zum 1. Oktober 2003 durch Bildung eines gemeinsamen Tochterunternehmens der fünf bisher in der Region tätigen Verkehrsunternehmen Heidelberger Straßen- und Bergbahn AG (HSB), MVV Verkehr AG, MVV OEG AG, Rhein-Haardtbahn GmbH (RHB) und Verkehrsbetriebe Ludwigshafen GmbH (VBL). Seit dem 1. März 2005 erbringt die RNV im Auftrag der Mutterunternehmen die Verkehrsleistungen im Rahmen des Verkehrsverbund Rhein-Neckar.
Die Gründung der RNV war nötig, da die einzelnen Unternehmen allein in einem liberalisierten Verkehrsmarkt nicht wettbewerbsfähig waren. Durch einen optimierten Personaleinsatz – die gleiche Leistung wird mit weniger Personal erbracht – und einen neuen Haustarifvertrag mit im Vergleich zu den Mutterunternehmen niedrigeren Löhnen und Gehältern werden die Personalkosten gesenkt. Auch durch den gemeinsamen Einkauf für Waren und Dienstleistungen sollen Synergieeffekte realisiert werden.
Die bisher bei den Mutterunternehmen beschäftigten Mitarbeiter verbleiben dort und werden im Wege der Arbeitnehmerüberlassung der RNV zur Verfügung gestellt. Die RNV zahlt jedoch nur die Lohnkosten nach dem neuen Haustarifvertrag. Der Restbetrag verbleibt bei den Mutterunternehmen als Restrukturierungskosten. Neueinstellungen werden nur noch bei der RNV zu den dort geltenden Tarifen vorgenommen.
Die Infrastruktur verbleibt bei den Mutterunternehmen, wird jedoch von der RNV instand gehalten.
Der Fahrzeugpark der Mutterunternehmen wurde in die RNV eingebracht. Eine Ausnahme bilden 56 in den Jahren 1994 bis 1996 von der MVG (Mannheimer Verkehrs-Aktiengesellschaft) und von der OEG beschaffte Niederflurwagen, die im Rahmen des Cross-Border-Leasings mit Wilmington Trust an die heutige MVV Verkehr GmbH gebunden sind. Daher können sie nicht als Sachleistung eingebracht werden.
Auch die Fahrzeuginstandhaltung wird von der RNV erledigt. Dafür wurde die schon vorher den Gesellschaftern der RNV gehörende Zentralwerkstatt für Verkehrsmittel (ZWM) in das neue Unternehmen eingebracht und wird innerhalb der RNV nun als Schwerpunktwerkstatt bezeichnet.
Die wettbewerbsfähigen Strukturen sollen auch dazu genutzt werden, die in den kommenden Jahren auslaufenden Konzessionen für Linien im Rhein-Neckar-Kreis zu gewinnen, die bisher von der HSB und der MVV OEG AG bedient werden. Darüber hinaus ist vorgesehen, dass sich die RNV bei weiteren Linienausschreibungen im Rhein-Neckar-Raum beteiligt.
Ende 2005 übernahm die RNV die Omnibusbetriebe Mühlhäuser, die zur V-Bus GmbH umfirmiert wurden. Im März 2006 wurden die Omnibusbetriebe Beth in V-Bus eingegliedert.
Im Jahr 2009 übernahm die RNV die Konzessionen für den Linienverkehr in den drei Städten.
Seit 2014 werden Bilder von Überwachungskameras an den Haltestellen in die Leitstelle übertragen, wo diese zur Anschlusssicherung genutzt werden sollen.
Mit dem Stand April 2023 unterhält die RNV ein Streckennetz von 750 km. Sie verfügt über 196 Schienenfahrzeuge und 187 Busse, die mit rund 2000 Mitarbeitern betrieben werden.

## Übernahmen
Als erste Tochtergesellschaft der RNV entstand Ende 2005 die V-Bus GmbH durch Übernahme des Reisedienst Oskar Mühlhäuser in Viernheim, an der die RNV 100 Prozent der Anteile hält. Im März 2006 folgte die Übernahme der Omnibusbetriebe Beth GmbH aus Lampertheim.

## Linien

### Bahnstrecken
Straßenbahnen:
- Straßenbahn Mannheim/Ludwigshafen
- Straßenbahn Heidelberg

Oberrheinische Eisenbahn:
- Bahnstrecke Mannheim-Käfertal–Heddesheim
- Bahnstrecke Mannheim–Weinheim
- Bahnstrecke Weinheim–Heidelberg
- Bahnstrecke Mannheim Kurpfalzbrücke–Edingen–Heidelberg

Rhein-Haardtbahn:
- Bahnstrecke Bad Dürkheim–Ludwigshafen-Oggersheim

### Liniennummern
Zum Fahrplanwechsel im Dezember 2006 wurde begonnen, die Liniennummern im gesamten Bereich der RNV in Zusammenarbeit mit dem VRN zu vereinheitlichen. So wurden den Buslinien in Mannheim und allen Heidelberger Linien neue Nummern zugewiesen. Mit dem Fahrplanwechsel im Dezember 2008 wurde im Rahmen einer kompletten Umgestaltung des Busnetzes in Ludwigshafen dieser Prozess abgeschlossen.
Vorher gab es in Mannheim und Heidelberg Straßenbahnlinien mit derselben Nummer, während die Mannheimer und Heidelberger Busse nicht in das vom VRN angedachte Schema mit dreistelligen Liniennummern passten (Mannheim mit Buchstaben, Heidelberg mit zweistelligen Nummern). Als Kompromiss zwischen RNV und VRN wurden den Linien innerhalb und zwischen den drei Großstädten sowie der Rheinfähre Altrip ein- und zweistellige Nummern zugeordnet.
Die Liniennummern von 1 bis 98 sind wie folgt aufgeteilt:
1, 2, 3, 6, 6A, 7, 8, 10, 16Stadtbahnlinien in Mannheim und Ludwigshafen
4/4A, 9Rhein-Haardtbahn (RHB) mit Übergang ins Stadtgebiet Mannheim/Ludwigshafen:
5, 5A, 15Oberrheinische Eisenbahn (OEG) mit Übergang in die Stadtgebiete Mannheim und Heidelberg
M1-M5Nachtbuslinien in Heidelberg („Moonliner“)
21–24, 26Straßenbahnlinien in Heidelberg
20, 27–39
Buslinien in Heidelberg
40–69Buslinien in Mannheim
70–89Buslinien in Ludwigshafen
90–97Nachtbuslinien in Ludwigshafen
Buslinien mit regionalem Charakter, die sich bisher teilweise im Nummernbereich der Städte befanden, wurden im Rahmen der Liniennetzumgestaltungen in die 500er-, 600er- und 700er-Nummernbereiche verlegt, die vom VRN für das Umland der Städte vorgesehen sind. Die 100er- und 200er-Bereiche, in die früher vom VRN die Linien der drei Städte teilweise entgegen der tatsächlichen Verwendung einsortiert waren, werden seit einer parallel zu der in Mannheim und Heidelberg durchgeführten Liniennummernumstellung für die Buslinien der Westpfalz verwendet.

### Linienverlauf

#### Stadtbahn / Straßenbahn
Stand: 23.06.2025
| Linie  | Linienverlauf | Takt Mo–Fr                             | Takt Samstag           | Takt Sonntag           |
| ------ | --- | -------------------------------------- | ---------------------- | ---------------------- |
| 1      | Schönau <> Rheinau Bf über Waldhof Bf – Alte Feuerwache – Paradeplatz – Universität – MA Hauptbahnhof – Tattersall – Neckarau Bf – Rheinau Bf | 10 Minuten                             | 10 Minuten             | 20 Minuten             |
| 2      | Feudenheim <> Neckarstadt West über Universitätsklinikum – Nationaltheater – Rosengarten – Wasserturm – Paradeplatz – Rheinstr. – Alte Feuerwache | 10 Minuten                             | 10/20 Minuten          | 20 Minuten             |
| 3      | Rheingoldhalle <> Sandhofen über Neckarau West – MA Hauptbahnhof Süd – MA Hauptbahnhof – Alte Feuerwache – Luzenberg | 10 Minuten                             | 10 Minuten             | 20 Minuten             |
| 4      | (Bad Dürkheim Bf – <>) Oggersheim Comeniusstr. <> Waldfriedhof über Oggersheim Comeniusstr. – LU Hauptbahnhof – Südwest-Stadion – Berliner Platz (Bf LU Mitte) – LU Rathaus – Universität – MA Hauptbahnhof – Wasserturm – Paradeplatz – Abendakademie – Alte Feuerwache – Universitätsklinikum Abends und sonntags über Käfertaler Wald zum Waldfriedhof, nach Bad Dürkheim nur im Früh- und Spätverkehr | 20 Minuten                             | 20 Minuten             | 20 Minuten             |
| 4A     | (Bad Dürkheim Bf – <>) Oggersheim Comeniusstr. <> Käfertaler Wald über Oggersheim Comeniusstr. – LU Hauptbahnhof – Südwest-Stadion – Berliner Platz (Bf LU Mitte) – LU Rathaus – Universität – MA Hauptbahnhof – Wasserturm – Paradeplatz – Abendakademie – Alte Feuerwache – Universitätsklinikum Nach Bad Dürkheim nur im Früh- und Spätverkehr                                                         | 20 Minuten                             | 20 Minuten             | Kein Betrieb           |
| 4X     | Expresslinie, Verstärkerlinie HVZ: Bad Dürkheim Bf <> Oppau Fritz-Haber-Str. (BASF Tor 12+13) über Ellerstadt Ost – Oggersheim Comeniusstr. – LU Hauptbahnhof – LU Rathaus – BASF | Einzelfahrten als Linie X              | Kein Betrieb           | Kein Betrieb           |
| 5      | OEG-Rundfahrt: Weinheim Alter OEG-Bahnhof <> MA Hauptbahnhof <> HD Hauptbahnhof <> MA Hauptbahnhof <> Weinheim Alter OEG-Bahnhof über Viernheim – Käfertal Bf – Universitätsklinikum – MA Hauptbahnhof – Paradeplatz – Neuostheim – Edingen Bf – HD Hauptbahnhof – Bismarckplatz – Hans-Thoma-Platz – Schriesheim                                                                                         | HVZ: 10 min NVZ: 20 min SVZ: 30–60 min | 20–60 Minuten          | 30–60 Minuten          |
| 5A     | Heddesheim Bf <> Abendakademie (<> – MA Hauptbahnhof) über Wallstadt Ost – Käfertal Bf – Universitätsklinikum – Rosengarten – MA Hauptbahnhof – Universität – Paradeplatz Vor 9 Uhr und nach 14 Uhr nur zwischen Heddesheim Bf <> MA Hauptbahnhof (der Abschnitt bis Abendakademie entfällt). | 20 min (09:01 - 14:01)                 | 20 min (13:06 - 14:06) | 30 min (13:15 - 14:45) |
| 6      | Rheingönheim Neubruch <> Neuostheim (<> – SAP-Arena S-Bf) über Am Schwanen – Südwest-Stadion – Berliner Platz (Bf LU Mitte) – LU Rathaus – Rheinstr. – Paradeplatz – Schloss – MA Hauptbahnhof – Tattersall – Planetarium – Luisenpark/Technoseum Linien 6/6A nachts und am Wochenende morgens teilweise als Buslinie 6, siehe unten                                                                      | 20 Minuten                             | 20 Minuten             | 20 Minuten             |
| 6A     | Rheingönheim Neubruch <> SAP-Arena S-Bf über Am Schwanen – Südwest-Stadion – Berliner Platz (Bf LU Mitte) – LU Rathaus – Rheinstr. – Paradeplatz – Wasserturm – Tattersall – Planetarium – Gerd-Dehof-Platz Abends sowie an Sonn- und Feiertagen zusätzliche Fahrten als Linie E: Paradeplatz – Wasserturm – Planetarium – Gerd-Dehof-Platz – SAP-Arena S-Bahnhof                                         | 20 Minuten                             | 20 Minuten             | Kein Betrieb           |
| 7 (LU) | Oppau Fritz-Haber-Str. (BASF Tor 12+13) <> Luitpoldhafen (<> – Epertpark) über BASF (Tor 1+2) – LU Rathaus – Berliner Platz (Bf LU Mitte) Ab Berliner Platz (Bf LU Mitte) abweichend im Wechsel (jeweils 20-Minuten-Takt) entweder über Schützenstr. – Luitpoldhafen oder über Schützenstr. – Südwest-Stadion – LU Hauptbahnhof – Ebertpark                                                               | 10 Minuten                             | 10/20 Minuten          | 20 Minuten             |
| 7 (MA) | Vogelstang <> Paradeplatz über Vogelstang West – Pfeifferswörth – Universitätsklinikum – Abendakademie | 10 Minuten                             | 10/20 Minuten          | 20 Minuten             |
| 8X     | Expresslinie: Oppau Fritz-Haber-Str. (BASF Tor 12+13) <> MA Hauptbahnhof (<> – Krappmühlstr. – Rheinau Bf) über BASF (Tor 1+2) – LU Rathaus – Berliner Platz (Bf LU Mitte) – MA Hauptbahnhof | derzeit kein Betrieb                   | derzeit kein Betrieb   | derzeit kein Betrieb   |
| 9X     | Expresslinie: Bad Dürkheim Bf <> Luisenpark/Technoseum (<> – Neuostheim) über Ellerstadt Ost – Oggersheim Comeniusstr. – Hans-Warsch-Platz – Rohrlachstr. – LU Hauptbahnhof – LU Rathaus – MA Hauptbahnhof | derzeit kein Betrieb                   | derzeit kein Betrieb   | HVZ: 30 Minuten        |
| 10     | Friesenheim Mitte <> Luitpoldhafen über Marienkirche – LU Hauptbahnhof – Pfalzbau – Berliner Platz (Bf LU Mitte) | 20 Minuten                             | 20 Minuten             | 20 Minuten             |
| 15     | Wallstadt Ost <> MA Hauptbahnhof über Käfertal Bf – Universitätsklinikum – Alte Feuerwache – Paradeplatz – Universität | HVZ: 20 Minuten                        | Kein Betrieb           | Kein Betrieb           |
| 16     | Sullivan <> Bensheimer Str. über Franklinschule – Franklin Mitte (ab 2027 bis Rheinau Karlsplatz) | 20 Minuten                             | 20 Minuten             | 30 Minuten             |
| 21     | (Schriesheim Bf – <>) Hans-Thoma-Platz <> Bismarckplatz über Handschuhsheim – BurgStr. –Johann-Fischer-Str. – Technologiepark – Betriebshof – HD Hauptbahnhof – Seegarten Ab 22 Uhr und morgens an Wochenenden über Campus Bergheim bis Seegarten. | 20 Minuten                             | 10 Minuten             | HVZ: 20 Minuten        |
| 22     | Bismarckplatz <> Eppelheim Kirchheimer Str. über Montpellierbrücke – HD Hauptbahnhof Süd – Gadamerplatz – Kranichweg/Stotz | 10 Minuten                             | 10 Minuten             | 20 Minuten             |
| 23     | Bismarckplatz <> Leimen Friedhof über Römerkreis Süd – S-Bf Weststadt/Südstadt – Rohrbach Markt – Rohrbach Süd – Georgi-Marktplatz | 10 Minuten                             | 10 Minuten             | 20 Minuten             |
| 24     | Heiligenbergschule <> Rohrbach Süd Heiligenbergschule > weiter als 26 über Technologiepark – Betriebshof – HD Hauptbahnhof – S-Bf Weststadt/Südstadt – Rohrbach Markt | 10 Minuten                             | Kein Betrieb           | Kein Betrieb           |
| 25     | Schriesheim Bf <> Bismarckplatz > weiter als 5 über Dossenheim Bf – Handschuhsheim Burgstr. – Bunsengymnasium – Campus Bergheim Die Fahrten zwischen Jahnstr. / Bunsengymnasium / Technologiepark und Schriesheim Bf werden mit der Linie 21 ersetzt. | Betrieb zum 23/06/2025 eingestellt.    | Eingestellt            | Eingestellt            |
| 26     | Kirchheim Friedhof <> (Hans-Thoma-Platz –) Heiligenbergschule > weiter als 24 über Messplatz – HD Hauptbahnhof Süd – Betriebshof – Campus Bergheim – Bismarckplatz – Brückenstr. – Heiligenbergschule Ab 21 Uhr und an Wochenenden nur bis Hans-Thoma-Platz. | 10 Minuten                             | HVZ: 10 Minuten        | 20 Minuten             |

#### Buslinien
Stand: 18.08.2025
| Linie | Linienverlauf | Takt Mo–Fr                                                 | Takt Samstag                               | Takt Sonntag                                       |
| ----- | --- | ---------------------------------------------------------- | ------------------------------------------ | -------------------------------------------------- |
| 20    | S-Bf Altstadt <> HD Hauptbahnhof <> Sportzentrum Nord über Rathaus/Bergbahn – Seegarten – HD Hauptbahnhof – Betriebshof | 20 Minuten HVZ: 10 Minuten                                 | 20 Minuten                                 | 20 Minuten                                         |
| 27    | Mombertplatz <> Tullastr. über Haselnussweg – Rohrbach Süd | 20 Minuten                                                 | 20 Minuten                                 | 20 Minuten                                         |
| 28    | (Sportzentrum Nord –) Schwimmbad <> Mombertplatz über Schwimmbad – Campus Im Neuenheimer Feld – Betriebshof – S-Bf Weststadt/Südstadt – EMBL An Wochenenden nur bis HD Hauptbahnhof Süd.                                                                             | HVZ:20 Minuten                                             | Einzelfahrten                              | Einzelfahrten                                      |
| 28A   | Rohrbach Markt > Kolbenzeil > Rohrbach Markt über Fabrikstr. – Quartier am Turm | 20 Minuten                                                 | 20 Minuten                                 | kein Betrieb                                       |
| 29    | Universitätsplatz <> Boxbergring über Bismarckplatz – Rohrbach Markt – Rohrbach Süd – Mombertplatz | 20 Minuten                                                 | 20 Minuten                                 | 20 Minuten                                         |
| 30    | HITS <> MPI Astronomie über S-Bf Altstadt – Schloss – Molkenkur – Sternwarte | 60 Minuten                                                 | 60 Minuten                                 | 60 Minuten                                         |
| 31    | S-Bf Altstadt <> HD Hauptbahnhof über Peterskirche – Bismarckplatz – Mönchhofschule – Technologiepark – Campus Im Neuenheimer Feld | 10 Minuten                                                 | 20 Minuten                                 | 20 Minuten                                         |
| 32    | Campus Im Neuenheimer Feld <> Universitätsplatz über HD Hauptbahnhof – Bismarckplatz Teilweise intrigiert in den neuen Fahrweg der Linie 31. Alle Uni-Standorte bleiben weiterhin erreichbar.                                                                        | Betrieb zum 23/06/2025 eingestellt.                        | Eingestellt                                | Eingestellt                                        |
| 33    | Emmertsgrund <> Universitätsplatz über Mombertplatz – Rohrbach Süd – Kirchheim Rathaus – HD Hauptbahnhof – Seegarten – Bismarckplatz | 20 Minuten                                                 | 20 Minuten                                 | 30 Minuten                                         |
| 34    | Heiligkreuzsteinach Schule <> HD Hauptbahnhof Süd über Wilhelmsfeld Autohalle – Heidebuckelweg – Neckarschule – Bismarckplatz | 20 Minuten                                                 | 20 Minuten                                 | 30 Minuten                                         |
| 35    | Wieblingen Waldorfschule <> Neckargemünd Bildungszentrum über Betriebshof – Bismarckplatz – S-Bf Altstadt – S-Bf Schlierbach/Ziegelhausen – S-Bf Orthopädie – Neckargemünd Bf                                                                                        | 20 Minuten                                                 | 20 Minuten                                 | 30 Minuten                                         |
| 36    | Ziegelhausen Köpfel <> Kranichweg/Stotz über Neckarschule – Bismarckplatz – Wieblingen Mitte | 20/30/60 Minuten                                           | 30/60 Minuten                              | 60 Minuten                                         |
| 36A   | Im Grund - Bärenbach Süd | 60 Minuten                                                 | Kein Betrieb                               | Kein Betrieb                                       |
| 37    | Sportzentrum Nord <> Heidebuckelweg über Technologiepark – Neckarschule | 30 Minuten                                                 | 30 Minuten (abends +verkürzt)              | 30 Minuten (abends +verkürzt)                      |
| 38    | Hans-Thoma-Platz <> Turnerbrunnen (Sommersaison: > Heiligenberg) über Tiefburg | 20 Minuten                                                 | 20 Minuten                                 | 60 Minuten                                         |
| 39    | Bismarckplatz <> Königstuhl über Alois-Link-Platz – Speyererhof – MPI Kernphysik – Alter Kohlhof – Sternwarte | HVZ: 30 Minuten 60 Minuten                                 | 60 Minuten                                 | 60 Minuten                                         |
| 39A   | (HD Hauptbahnhof <) Technologiepark <> Mombertplatz (> Rohrbach Süd / Emmertsgrund) über Bunsengymnasium – Bismarckplatz – Alois-Link-Platz – Speyererhof – EMBL – Boxbergring (- Mombertplatz) Intrigiert in den neuen Fahrweg der Linie 28.                        | Betrieb zum 23/06/2025 eingestellt.                        | Eingestellt                                | Eingestellt                                        |
| 40    | Seckenheim Rathaus <> Friedrichstr. über Hochstätt – Pfingstberg | 20 Minuten HVZ in der Schulzeit: 10 Minuten                | 20 Minuten                                 | 20 Minuten                                         |
| 40X   | Expresslinie: Seckenheim Rathaus <> Friedrichstr. über Hochstätt Ab Hochstätt direkt zur Haltestelle Pfingstberg Sportanlagen zur Friedrichstr. | HVZ: Einzelne Fahrten                                      | Kein Betrieb                               | Kein Betrieb                                       |
| 42    | Otto-Bauder-Sportanlagen <> Edingen Bf (> HD Waldorfschule) über Seckenheim Rathaus – Neckarhausen Schloss | 60 Minuten                                                 | Kein Betrieb                               | Kein Betrieb                                       |
| 43    | Seckenheim Rathaus <> Friedrichsfeld Südbahnhof über Suebenheim | 30 Minuten                                                 | 30 Minuten                                 | 30 Minuten                                         |
| 44    | Seckenheim Rathaus <> Friedrichsfeld Holzweg über Suebenheim – Friedrichsfeld Südbahnhof – Holzweg | Einzelne Fahrten                                           | Kein Betrieb                               | Kein Betrieb                                       |
| 45    | Waldhof Bahnhof - Neuostheim | 20 Minuten                                                 | Einzelfahrten (verkürzt)                   | Kein Betrieb                                       |
| 46    | Otto-Bauder-Sportanlagen <> Friedrichsfeld Südbahnhof über Seckenheim Rathaus – Neckarhausen Schloss – Neu-Edingen Gewerbegebiet | 60 Minuten                                                 | 60 Minuten                                 | 60 Minuten                                         |
| 47    | Rheinau Bf <> Fridtjof-Nansen-Weg | 20 Minuten                                                 | 20 Minuten                                 | 20 Minuten                                         |
| 48    | Rheinau Bf <> Rotterdamer Str. Nord / Holländerstr. / Antwerpener Str. | 20 Minuten Nicht durchgehend                               | 30 Minuten                                 | 90 Minuten                                         |
| 49    | Sommersaison: Rheingoldhalle <> Strandbad | 20 Minuten                                                 | 20 Minuten                                 | 20 Minuten                                         |
| 50    | Neckarau West <> Sandhofen über Neuostheim – Käfertal DB-Bf – Feuerwache Nord – Speckweg – Waldhof Bf – Schönau | 20 Minuten                                                 | 20 Minuten                                 | 20 Minuten                                         |
| 51    | Sandhofen <> Blumenau (> Eugen-Neter-Schule) über Schönau (– Blumenau) | 30 Minuten                                                 | 30 Minuten                                 | 30 Minuten                                         |
| 52    | Sandhofen <> IKEA Scharhof (> Kirschgartshausen) über Scharhof | 30 Minuten                                                 | 30 Minuten                                 | Einzelne Fahrten                                   |
| 53    | Kurpfalzbrücke <> Im Rott über Alte Feuerwache – Luzenberg – Waldstr. – Hermann-Gutzmann-Schule – Feuerwache Nord – Käfertal Bf | 20 Minuten                                                 | 20 Minuten                                 | 20 Minuten                                         |
| 54    | Käfertal Bf <> Kurpfalz-Center über Vogelstang Zentrum | 20 Minuten (stündlich zum Kurpfalz-Center)                 | 20 Minuten (stündlich zum Kurpfalz-Center) | Kein Betrieb                                       |
| 55    | Käfertaler Wald <> Waldhof Bf über Waldfriedhof – Waldstr. | 30 Minuten                                                 | 30 Minuten                                 | 30 Minuten                                         |
| 56    | Käfertal Bf <> Warnemünder Weg über Vogelstang West | 3 Fahrten                                                  | Kein Betrieb                               | Kein Betrieb                                       |
| 57    | Feudenheim <> Wallstadt West über Osterburker Str. | 20 Minuten                                                 | 20 Minuten                                 | 20 Minuten                                         |
| 58    | Öllager <> Feudenheim (> Seckenheim Rathaus) über Luzenberg – Käfertal DB-Bf (– Feudenheim) | HVZ: 20 Minuten bis Luzenberg 60/30 Minuten bis Feudenheim | Kein Betrieb                               | Kein Betrieb                                       |
| 59    | Sandhofen > Groß-Gerauer Str. > Ausgasse > Sandhofen | 20 Minuten                                                 | 20 Minuten                                 | Kein Betrieb                                       |
| 60    | Pfeifferswörth <> Fernmeldeturm über Ulmenweg – Neckarstadt West – Schloss – MA Hauptbahnhof | 20 Minuten                                                 | 20 Minuten                                 | 20 Minuten                                         |
| 61    | Wohlgelegen EKZ <> Pfalzplatz über Herzogenriedbad – Neckarstadt West – Universität West – MA Hauptbahnhof – Kunstverein | 20 Minuten                                                 | 20 Minuten                                 | 20 Minuten                                         |
| 62    | Kurpfalzbrücke <> Mühlauhafen über Popakademie – Handelshafen/Jungbusch Bf | 30 Minuten                                                 | Einzelne Fahrten                           | Kein Betrieb                                       |
| 63    | MA Hauptbahnhof <> Pfalzplatz über Wasserturm – MA Hochschule Zwischen Pfalzplatz und MA Hauptbahnhof Ersatz durch neuen Fahrweg der Linie 61. | Betrieb zum 18/08/2025 eingestellt.                        | Eingestellt                                | Eingestellt                                        |
| 64    | MA Hauptbahnhof <> Käfertal Bf über Technoseum Süd – Käfertal DB-Bf | Einzelne Fahrten                                           | Kein Betrieb                               | Kein Betrieb                                       |
| 65    | Hochschule West <> Popakademie über MA Hauptbahnhof Süd Die Haltestellen Glücksteinallee und Hochschule West werden nicht mehr bedient. Alternativ können die rnv-Bahnlinien 1 und 3 genutzt werden.                                                                 | Betrieb zum 18/08/2025 eingestellt.                        | Eingestellt                                | Eingestellt                                        |
| 66    | Käfertal Bf > Taylor Nord > Käfertal Bf | 30 Minuten (zwischen 6 und 10 Uhr)                         | Kein Betrieb                               | Kein Betrieb                                       |
| 67    | Käfertal Bf <> Franklin Sportanlage (Nur Montags bis Freitags von 06:17 Uhr bis 08:47 Uhr und von 15:17 Uhr bis 17:47 Uhr) | 30 Minuten                                                 | Kein Betrieb                               | Kein Betrieb                                       |
| 68    | Neuostheim <> SAP Arena S-Bf über Hochschulen des Bundes – Landsknechtweg – Reiterweg | 30 Minuten                                                 | Kein Betrieb                               | 30 Minuten                                         |
| 70    | Adolf-Kolping-Str. <> LU Hauptbahnhof > weiter als 74 Richtung Berliner Platz (Bf LU Mitte) über Hans-Warsch-Platz – Sternstr. – Friesenheim Mitte – BASF (Tor 1+2) – LU Rathaus                                                                                     | 20 Minuten                                                 | 20 Minuten                                 | 20 Minuten                                         |
| 71    | LU Rathaus <> Karl-Dillinger-Str. > weiter als 72 Richtung Ruchheim Bf über Marienkirche – Hans-Warsch-Platz – Notwende | 20 Minuten                                                 | 20 Minuten                                 | Kein Betrieb                                       |
| 72    | (Industriegebiet Am Römig <>) Am Herrschaftsweiher <> Buschwegbrücke > weiter als 71 Richtung LU Rathaus über Westlich B9 – Hans-Warsch-Platz – Karl-Dillinger Str.                                                                                                  | 20 Minuten                                                 | 20 Minuten                                 | 20 Minuten                                         |
| 73    | Oggersheim Bf <> Otto-Thiele-Platz über Hans-Warsch-Platz – Maudacher Schloss – Marienkrankenhaus | 30 Minuten                                                 | 30 Minuten                                 | Kein Betrieb                                       |
| 74    | Berliner Platz (Bf LU Mitte) <> LU Hauptbahnhof > weiter als 70 Richtung Adolf-Kolping-Str. (<> LU Rathaus) über Am Schwanen – Marienkrankenhaus – Niederfeld – Valentin-Bauer-Siedlung – LU Hauptbahnhof An Sonn- und Feiertagen bei Bedarf über Otto-Thiele-Platz. | 20 Minuten HVZ: 10 Minuten                                 | 20 Minuten                                 | 20 Minuten                                         |
| 75    | Berliner Platz (Bf LU Mitte) <> Rheingönheim Neubruch über LU Hauptbahnhof – LU Hochschule – Marienkrankenhaus – Rheingönheim Bf | 20 Minuten HVZ: 10 Minuten                                 | 20 Minuten                                 | 20 Minuten                                         |
| 76    | Berliner Platz (Bf LU Mitte) <> Maudach über Rhein-Galerie – LU Hochschule – Marienkrankenhaus – Maudacher Schloss | 20 Minuten HVZ: 10 Minuten                                 | 20 Minuten                                 | 20 Minuten                                         |
| 77    | Berliner Platz (Bf LU Mitte) <> Parkinsel über Drehbrücke | 20 Minuten                                                 | 20 Minuten                                 | 20 Minuten                                         |
| 78    | BASF Süd (Tor 1 + 7) <> Maudach über LU Hauptbahnhof – LU Hochschule – Kallstadter Str. – Maudacher Schloss | 20 Minuten (nur HVZ)                                       | Kein Betrieb                               | Kein Betrieb                                       |
| 79E   | Berliner Platz (Bf LU Mitte) <> Maudach über Mundenheim Nord – Knappenwegstr. – Marienkrankenhaus – Von-Kieffer-Str. – Maudacher Schloss | Einzelne Fahrten als Linie E (nur an Schultagen in RLP)    | Kein Betrieb                               | Kein Betrieb                                       |
| 80    | BASF Süd (Tor 1 + 7) <> Mundenheim Bf über BASF (Tor 1+2) – Goerdelerplatz – Marienkirche – Rohrlachstr. – Valentin-Bauer-Siedlung – LU Hochschule | 20 Minuten                                                 | Kein Betrieb                               | Kein Betrieb                                       |
| 83    | Oppau Fritz-Haber-Str. (BASF Tor 12+13) <> Sandhofen über BASF Tor 12 – Ostringplatz | 30 Minuten (nur HVZ)                                       | Kein Betrieb                               | Kein Betrieb                                       |
| 84    | Oppau Fritz-Haber-Str. (BASF Tor 12+13) <> Frankenthal Hauptbahnhof über Edigheim Kirche – Ostringplatz – Pfingstweide Zentrum | 20 Minuten                                                 | 20 Minuten                                 | 60 Minuten                                         |
| 85    | Oppau Fritz-Haber-Str. (BASF Tor 12+13) <> Oppau West über Frankenstr. | 20 Minuten                                                 | 20 Minuten                                 | 30 Minuten (Zwischen 3:49 - 9:49 und 21:19 - 0:19) |
| 86    | Oppau Fritz-Haber-Str. (BASF Tor 12+13) <> Wolfsgrube > Oppau Fritz-Haber-Str. (BASF Tor 12+13) über Kurt-Schuhmacher-Str. – Wolfsgrube – Edigheim Kirche | 20 Minuten                                                 | 20 Minuten                                 | 20 Minuten                                         |
| 87    | Oppau Fritz-Haber-Str. (BASF Tor 12+13) <> Londoner Ring (<> Nachtweide) über Ostringplatz – Pfingstweide Zentrum Sonn- und Feiertags über Oppau West – Ostringplatz – Pfingstweide Zentrum                                                                          | 30 Minuten                                                 | 30 Minuten                                 | 20 Minuten                                         |
| 88    | Sommer-Saison: Freibad Willersinn <> Oppau Fritz-Haber-Str. (BASF Tor 12+13) / Ebertpark / Hans-Warsch-Platz | 60 Minuten                                                 | 60 Minuten                                 | 60 Minuten                                         |
| 89    | Oppau Fritz-Haber-Str. (BASF Tor 12+13) <> Karl-Dillinger-Str. über Friesenheim Mitte – Hans-Warsch-Platz – Buschwegbrücke | 20 Minuten                                                 | Einzelne Fahrt                             | Einzelne Fahrt                                     |

#### Nachtbusnetz Mannheim
Die Stadtbahnlinien 1 und 5 verkehren auch nachts bis auf wenige Stunden, die übrigen Streckenabschnitte werden durch Busse mit teils abweichendem Laufweg bedient:
| Linie | Linienverlauf | Takt Mo–Fr                | Takt Samstag                                       | Takt Sonntag                                                                  |
| ----- | --- | ------------------------- | -------------------------------------------------- | ----------------------------------------------------------------------------- |
| Bus 2 | Kurpfalzbrücke <> Neckarstadt West über Alte Feuerwache | 0–2 Uhr stündlich         | 0–3 Uhr stündlich, 5–9 Uhr halbstündlich           | 0–3 Uhr stündlich, 5–9 Uhr halbstündlich                                      |
| Bus 3 | Neckarau West <> MA Hauptbahnhof über Markuskirche Luzenberg <> Sandhofen | 4–5 Uhr halbstündlich     | Einzelne Fahrt (nur Sandhofen)                     | Einzelne Fahrt (nur Sandhofen)                                                |
| Bus 5 | Käfertal Bahnhof <> MA Hauptbahnhof über Universitätsklinikum Wieblingen Mitte <> Hans-Thoma-Platz über HD Hauptbahnhof – Bismarckplatz                                                     | 0-2 Uhr halbstündlich     | 0-2 Uhr stündlich 3-9 Uhr halbstündlich            |                                                                               |
| Bus 6 | Berliner Platz <> Gerd-Dehof-Platz über LU Rathaus – MA Rathaus/rem – Paradeplatz – MA Hauptbahnhof – Tattersall – Planetarium – Neuostheim – SAP-Arena S-Bf                                | 0:30–1:30 Uhr jede Stunde | 3:30–5:30 Uhr jede Stunde, 6–8 Uhr jede 30 Minuten | 0:30 Uhr (einzelne Fahrt), 3:30–5:30 Uhr jede Stunde, 6–8 Uhr jede 30 Minuten |
| Bus 7 | Vogelstang -> MA Hauptbahnhof -> Vogelstang über Kiesäcker – Feudenheim – Universitätsklinikum – Wasserturm – MA Hauptbahnhof – Paradeplatz – Universitätsklinikum – Feudenheim – Kiesäcker | 4–6 Uhr halbstündlich     | 4–8 Uhr halbstündlich                              | 4–8 Uhr halbstündlich                                                         |

#### Nachtbusnetz Ludwigshafen
Stand: 23.06.2025
| Linie         | Linienverlauf | Takt Mo–Fr                                  | Takt Samstag                                                       | Takt Sonntag                                                                  |
| ------------- | --- | ------------------------------------------- | ------------------------------------------------------------------ | ----------------------------------------------------------------------------- |
| Bus 6         | Berliner Platz (Bf LU Mitte) <> Gerd-Dehof-Platz über LU Rathaus – MA Rathaus/rem – Paradeplatz – MA Hauptbahnhof – Tattersall – Planetarium – Neuostheim – SAP-Arena S-Bf                              | 0:30–1:30 Uhr jede Stunde                   | 3:30–5:30 Uhr jede Stunde, 6–8 Uhr jede 30 Minuten                 | 0:30 Uhr (einzelne Fahrt), 3:30–5:30 Uhr jede Stunde, 6–8 Uhr jede 30 Minuten |
| 90            | Berliner Platz (Bf LU Mitte) <> Am Weidenschlag über LU Hauptbahnhof – Marienkirche – Sternstr. – Hans-Warsch-Platz                                                                                     | Morgens eine Fahrt Ab 21 Uhr: Halbstündlich | 0–4 Uhr: Stündlich 4–8 Uhr: Halbstündlich ab 21 Uhr: Halbstündlich | 0–4 Uhr: Stündlich 4–8 Uhr: Halbstündlich ab 21 Uhr: Halbstündlich            |
| LINIENTAXI 90 | Hans-Warsch-Platz > Adolf-Kolping-Str. > Hans-Warsch-Platz über Dürkheimer Str. – Oggersheim Friedhof                                                                                                   | Ab 21 Uhr: Halbstündlich                    | 0–4 Uhr: Stündlich 4–8 Uhr: Halbstündlich ab 21 Uhr: Halbstündlich | 0–4 Uhr: Stündlich 4–8 Uhr: Halbstündlich ab 21 Uhr: Halbstündlich            |
| 94            | Berliner Platz (Bf LU Mitte) <> Niederfeld über Raschig – Am Schwanen – Mundenheim Bf – Marienkrankenhaus – Hochfeldstr.                                                                                | Ab 21 Uhr: Halbstündlich                    | 0–4 Uhr: Stündlich 4–8 Uhr: Halbstündlich Ab 21 Uhr: Halbstündlich | 0–4 Uhr: Stündlich 4–8 Uhr: Halbstündlich Ab 21 Uhr: Halbstündlich            |
| 95            | Berliner Platz (Bf LU Mitte) <> Maudach über Valentin-Bauer-Siedlung Süd – LU Hochschule – Marienkrankenhaus                                                                                            | Ab 21 Uhr: Halbstündlich                    | 0–4 Uhr: Stündlich 4–8 Uhr: Halbstündlich Ab 21 Uhr: Halbstündlich | 0–4 Uhr: Stündlich 4–8 Uhr: Halbstündlich Ab 21 Uhr: Halbstündlich            |
| 96            | Berliner Platz (Bf LU Mitte) <> Rheingönheim Neubruch über Wittelsbachplatz – Am Schwanen – Giulinistr.                                                                                                 | Ab 21 Uhr: Halbstündlich                    | 0–4 Uhr: Stündlich 4–8 Uhr: Halbstündlich Ab 21 Uhr: Halbstündlich | 0–4 Uhr: Stündlich 4–8 Uhr: Halbstündlich Ab 21 Uhr: Halbstündlich            |
| 97            | Berliner Platz (Bf LU Mitte) <> Londoner Ring über BASF Süd – Feierabendhaus – Friesenheim Mitte – Oppau Fritz-Haber-Str. (BASF Tor 12+13) – Kurt-Schumacher-Str. – Ostringplatz – Pfingstweide Zentrum | Morgens eine Fahrt Ab 21 Uhr: Halbstündlich | 0–4 Uhr: Stündlich 4–8 Uhr: Halbstündlich Ab 21 Uhr: Halbstündlich | 0–4 Uhr: Stündlich 4–8 Uhr: Halbstündlich Ab 21 Uhr: Halbstündlich            |

Im Ludwigshafener Nachtbusnetz treffen sich die Busse am Berliner Platz jeweils zur vollen und halben Stunde zum Zentralanschluss.
Ruftaxilinien
| Linie      | Linienverlauf                                                                                  | Takt Mo–Fr                 | Takt Samstag                                                       | Takt Sonntag                                                       |
| ---------- | ---------------------------------------------------------------------------------------------- | -------------------------- | ------------------------------------------------------------------ | ------------------------------------------------------------------ |
| 1002       | Rheingönheim <> Altrip                                                                         | 30 Minuten                 | 30 Minuten                                                         | 60/30 Minuten                                                      |
| RUFTAXI 71 | LU Rathaus <> Ebertpark Süd über Marienkirche                                                  |                            |                                                                    | 9–20 Uhr: 20 Minuten                                               |
| RUFTAXI 72 | Hans-Warsch-Platz <> Ruchheim Bf über Speyerer Str. – Ruchheim Schloss                         | Ab 21 Uhr: 20/40 Minuten   | 0–7 Uhr: Stündlich ab 21 Uhr: 20/40 Minuten                        | 3-8 Uhr: Stündlich ab 21 Uhr: 20/40 Minuten                        |
| RUFTAXI 75 | Berliner Platz (Bf LU Mitte) <> LU Hochschule über LU Hauptbahnhof – Valentin-Bauer-Siedlung   | Ab 21 Uhr: Halbstündlich   | 0–4 Uhr: Stündlich ab 21 Uhr: Halbstündlich                        | 0–4 Uhr: Stündlich ab 21 Uhr: Halbstündlich                        |
| RUFTAXI 77 | Berliner Platz (Bf LU Mitte) <> Parkinsel über Walzmühle – Max-Pechstein-Str. – Paul-Klee-Str. | Ab 21 Uhr: Halbstündlich   | 0–4 Uhr: Stündlich 4–8 Uhr: Halbstündlich ab 21 Uhr: Halbstündlich | 0–4 Uhr: Stündlich 4–8 Uhr: Halbstündlich ab 21 Uhr: Halbstündlich |
| 4985       | Rödersheim – Hochdorf-Assenheim – Dannstadt – Mutterstadt – Maudach                            | 2 Fahrten pro Tag/Richtung | 2 Fahrten pro Tag/Richtung                                         | 3 Fahrten pro Tag/Richtung                                         |
| 4986       | Mutterstadt – Oggersheim – Mutterstadt                                                         | 4 Fahrten pro Tag          | 4 Fahrten pro Tag                                                  | 3 Fahrten pro Tag                                                  |
| 5971       | Rheingönheim – Neuhofen – Limburgerhof/Waldsee/Otterstadt                                      | 3 bzw. 4 Fahrten pro Tag   | 4 bzw. 5 Fahrten pro Tag                                           | 8 Fahrten pro Tag                                                  |

Ruftaxis müssen spätestens 30 Min. vor gewünschter Abfahrt unter der Telefonnummer 0621/1077077 oder online unter www.vrn.de/fahrplanauskunft vorbestellt werden.

#### Buslinien Moonliner Heidelberg
| Linie | Linienverlauf | Takt Fr auf Sa      | Takt Sa auf So / vor Feiertagen |
| ----- | --- | ------------------- | ------------------------------- |
| M1    | Bismarckplatz <> Emmertsgrund über S-Bf Weststadt/Südstadt – Rohrbach Markt – Rohrbach Süd – Mombertplatz -> Boxbergring -> Mombertplatz Boxberg: nur in Richtung Emmertsgrund                             | 1–4 Uhr jede Stunde | 1–4 Uhr jede Stunde             |
| M2    | Universitätsplatz -> S-Bf Pfaffengrund/Wieblingen -> Universitätsplatz über Bismarckplatz – Betriebshof – Kranichweg/Stotz – S-Bf Pfaffengrund/Wieblingen – Wieblingen Mitte – Betriebshof – Bismarckplatz | 1–4 Uhr jede Stunde | 1–4 Uhr jede Stunde             |
| M3    | Bismarckplatz <> Kolbenzeil über HD Hauptbahnhof – HD Hauptbahnhof Süd – Messplatz – Kirchheim Rathaus – S-Bf Kirchheim/Rohrbach                                                                           | 1–4 Uhr jede Stunde | 1–4 Uhr jede Stunde             |
| M4    | Bismarckplatz <> Heidebuckelweg über S-Bf Altstadt – S-Bf Schlierbach/Ziegelhausen – Neckarschule | 1–4 Uhr jede Stunde | 1–4 Uhr jede Stunde             |
| M5    | S-Bf Altstadt <> Neuenheimer Feld <> S-Bf Altstadt über Bismarckplatz – HD Hauptbahnhof – Medizinische Klinik/Chirurgie/Zoo – Technologiepark – Bismarckplatz                                              | 1–4 Uhr jede Stunde | 1–4 Uhr jede Stunde             |

Der Wechsel ins Nachtbus-Netz der Moonliner findet sonntags bis donnerstags bereits ab 23 Uhr statt.
Ruftaxilinien
| Linie | Linienverlauf                                                                                    | Takt Mo–Fr. | Takt Sa.    | Takt So.         |
| ----- | ------------------------------------------------------------------------------------------------ | ----------- | ----------- | ---------------- |
| 1002  | Friedrichsfeld Südbahnhof <> Alteichwaldsiedlung über Gebweilerstr.                              | 60 Minuten  | 120 Minuten | Einzelne Fahrten |
| 1004  | Bismarckplatz <> EMBL über Speyrerhof – MPI Kemphysik                                            |             |             |                  |
| 1005  | Hausackerweg <> S-Bf Schlierbach/Ziegelhausen über Carl-Bosch-Museum – HITS – Klingelhüttenweg   |             |             |                  |
| 1006  | Neckarschule <> S-Bf Schlierbach/Ziegelhausen über Bärenbach Nord – Bärenbach Süd                |             |             |                  |
| 1007  | Bismarckplatz <> Kohlhof/Fachklinik über Molkenkur – Königstuhl                                  |             |             |                  |
| 1008  | Hans-Thoma-Platz <> Hans-Thoma-Platz über Tiefburg – Heiligenberg – Tiefburg                     |             |             |                  |
| 1009  | Wiebl. Evangelische Kirche – Pfaffengrund über S-Bf Pfaffengrund (Wieblingen) – Kranichweg/Stotz |             |             |                  |
| 1010  | Rohrbach Markt – Berghalde über Rohrbach Kirche – Friedhof                                       |             |             |                  |
| 1011  | Kirchheim Rathaus <> Neurott über Patrick-Henry-Village                                          |             |             |                  |
| 1012  | Fürstendamm <> Sitzbuchweg Nord über Ezanvillestr. – Sitzbuchweg Mitte                           |             |             |                  |
| 1013  | Wieblingen Mitte <> Grenzhof über Marienhof                                                      |             |             |                  |

#### Expresszüge
- Linie 8X: Oppau Fritz-Haber-Str. – LU Rathaus – Berliner Platz (Bf LU Mitte) – MA Hauptbahnhof – MA Hochschule – Rheinau Karlsplatz
- Linie 9X: Bad Dürkheim Bahnhof – Ruchheim Bf – Oggersheim Comeniusstr. – Hans-Warsch-Platz – LU Hauptbahnhof – Berliner Platz (Bf LU Mitte) – MA Hauptbahnhof – Weberstr. – Luisenpark/Technoseum – Neuostheim
- Linie 4X: Bad Dürkheim Bahnhof – Ruchheim Bf – Oggersheim Comeniusstr. – Hans-Warsch-Platz – LU Hauptbahnhof – LU Rathaus – Oppau Fritz-Haber-Str. (BASF Tor 12+13)
- Linie RNVX: Bad Dürkheim Bahnhof – Ruchheim Bf – Oggersheim Comeniusstr. – LU Hauptbahnhof – Berliner Platz – MA Hauptbahnhof – Luisenpark/Technoseum – Neuostheim – Seckenheim – Edingen – HD Hauptbahnhof – Bismarckplatz
- Linie 2X: MA Hauptfriedhof – Universitätsklinikum – Nationaltheater – Tattersall – Krappmühlstr.

### Bundesgartenschau 2023 Mannheim
Zur BUGA23 fuhren zwei Sonderbahnlinien vom Mannheimer Hauptbahnhof zu den jeweiligen Parks der BUGA23 sowie ein Shuttle-Bus vom Großparkplatz am Maimarkt zum Haupteingang des Spinelliparks.
BS: MA Hauptbahnhof – Rosengarten – Uni-Klinikum – Talstr. (Buga23)
BL: MA Hauptbahnhof – Tattersall – Weberstr. – Planetarium – Luisenpark (Buga23) – Neuostheim – Maimarkt (P+R) – SAP-Arena-S-Bahnhof
P+R Shuttle Bus: Luisenpark (Buga23) – Neuostheim – Maimarkt – SAP-Arena-S-Bahnhof-BUGA23 Haupteingang Spinellipark

## Fahrgastinformationen
An vielen Haltestellen der RNV gibt es elektronische Anzeigetafeln, welche die nächsten Abfahrten wiedergeben, wobei links die Liniennummer, in der Mitte das Ziel und rechts die voraussichtliche Abfahrtszeit oder die Wartezeit bis zur Abfahrt in Minuten angezeigt werden. Diese sogenannte dynamische Fahrgastinformation (DFI) zeigt in der Regel die tatsächliche Zeit bis zur Abfahrt (Ist-Zeit) an. Die Anzeige der Ist-Zeit erfolgt über das Rechnergestützte Betriebsleitsystem (RBL) der RNV. Dabei werden die Fahrzeuge fortlaufend über GPS geortet, woraus die Fahrtzeit bis zur Haltestelle errechnet wird. Die Anzeige der Fahrplanzeit (Soll-Zeit) ist technisch ebenfalls möglich und wird für Fahrzeuge genutzt, denen die RBL-Ausrüstung im Fahrzeug fehlt oder das Signal wegen Störungen nicht empfangen wurde. Auf den DFI können von der Leitstelle zudem Textinformationen, etwa über Betriebsstörungen oder Umleitungen, eingespielt werden. Für alle Haltestellen können Abfahrtszeiten in Echtzeit auch mit der Handy-App „rnv Start.Info“ abgerufen werden.

## Zukunft und Planungen

### Rhein-Neckar-Tram 2020
Im Juni 2018 teilte die RNV mit, dass sie bei Škoda Transportation 80 drei-, vier- oder sechsteilige Straßenbahnen der Reihe ForCity Smart bestellt habe. Inzwischen wurden 9 Wagen des Typs 36T, 37 des Typs 37T und zwei des Typs 38T angeliefert (Stand 16. April 2025). Ihr Ersteinsatz im Fahrgastverkehr erfolgte auf den BUGA-Linien BS und BL. Seit dem Ende der BUGA werden sie langsam auf mehr und mehr Linien eingesetzt. Am 16. April 2025 ist die Zulassung der Rhein-Neckar-Tram vollständig abgeschlossen worden und kann nun auf allen Linien frei eingesetzt werden.
Im Jahr 2024 wurde der Auftrag durch die Optionseinlösung um 34 Fahrzeuge des Typs 36T erweitert.

### Klimaschutz und Ökostrom
Seit März 2014 werden alle elektrisch betriebenen Fahrzeuge, sowie alle Haltestellen, Verwaltungsgebäude und Werkstätten der rnv durch 100 % zertifizierten Ökostrom betrieben. Laut rnv werden dadurch jedes Jahr 31.000 Tonnen CO2 eingespart. Auf den Dächern der Betriebshöfe wird ökologischer Strom für die Metropolregion Rhein-Neckar erzeugt. Seit April 2018 besitzt die rnv zudem mehrere E-Autos, die sich als Nutzfahrzeuge im Fuhrpark befinden. Bei den 15 Hybridbussen, die seit 2016 eingesetzt werden, wird die Energie, die beim Bremsen entsteht, in Kondensatoren gespeichert und unterstützen dadurch das erneute Anfahren. Mittlerweile werden seit Januar 2019 von der RNV in Mannheim und Heidelberg sechs vollelektrische e-Citaro Linienbusse von Mercedes im Zuge eines Pilotprojekts getestet.

### Anbindung von neuen Stadtquartieren in Mannheim
Die Stadtverwaltung Mannheim strebte an, das aus früheren amerikanischen Kasernen hervorgegangene Wohnquartier Franklin in Käfertal an das Schienennetz der RNV anzuschließen. Am Sonntag, den 17. Dezember 2023 nahm die Linie 16 ihren Linienverkehr auf. Sie verkehrt von Montag bis Samstag im 20-Minuten-Takt (sonn- und feiertags im 30-Minuten-Takt) zwischen den Haltestellen Bensheimer Straße (mit Umstiegsmöglichkeit zur Linie 5 in beide Fahrtrichtungen) und der neuen Endhaltestelle Sullivan. Dabei werden die dazwischenliegenden Haltestellen Franklinschule und Franklin Mitte mit bedient.
Daneben soll das Glückstein-Quartier im Stadtbezirk Lindenhof mit einer Stichstrecke parallel zur Bundesstraße 36 angebunden werden.

### Mobilitätsnetz Heidelberg
Zur Verbesserung des Nahverkehrsnetzes in Heidelberg wurde das Mobilitätsnetz Heidelberg ins Leben gerufen. Mehrere Kilometer Straßenbahngleise sollten neu verlegt werden. Ein Teil dieser Vorhaben wurde bis Ende 2019 bereits umgesetzt. Heidelbergs neuester Stadtteil Bahnstadt wurde in diesem Zusammenhang durch zwei Straßenbahnlinien erschlossen.

#### Altstadt
Es wird eine Straßenbahnstrecke in die Altstadt geplant, jedoch mit deutlich anderem Verlauf als die bis 1976 durch die Fußgängerzone Hauptstraße führende Strecke. Den Grundsatzbeschluss für eine solche Strecke durch die Friedrich-Ebert-Anlage hat der Gemeinderat am 22. April 1999 gefasst. Eine genaue Trassenführung muss erst noch vom Gemeinderat der Stadt Heidelberg festgelegt werden. Bis zu einem entsprechenden Beschluss dieses Gremiums kann keine konkrete Planung in Angriff genommen werden.

#### Neuenheimer Feld
Im Neuenheimer Feld soll zur besseren Erschließung der Universität eine neue Straßenbahnstrecke gebaut werden, deren Verlauf den heutigen Buslinien 31 und 32 entspricht. Die drei bisher hier im Zehnminutentakt verkehrenden Buslinien sind schon länger überlastet. Zwischen 2003 und 2015 nahm der Verkehr im Neuenheimer Feld um ein Drittel zu. Es wird erwartet, dass sich durch die etwa 2,5 km lange Neubaustrecke die Fahrgastzahlen von bisher 7 000 Fahrgästen pro Tag verdoppeln würden.
Vom Projekt betroffen sind unter anderem etwa eine Million Patienten pro Jahr und etwa 30 000 Pendler täglich. Hinzu kommt eine im Jahr 2019 erwartete deutliche Zunahme des Verkehrs, wenn der Neubau der Chirurgischen Universitätsklinik Heidelberg fertiggestellt wird.

##### Vorausgehende Planungen
1992 von der HSB ein Ingenieurbüro mit der Trassenplanung beauftragt wurde. Bereits im März 1993 wurde wegen aufkommender Bedenken seitens der Universität ein Gutachten beauftragt. Die HSB beauftragte daraufhin die Technische Akademie Wuppertal (TAW) mit der Untersuchung elektromagnetischer Störungen durch den Oberleitungsbetrieb und ihren Auswirkungen auf Messinstrumente der Universität. Der Anfang 1995 vorliegenden Studie zufolge würde es bei einer Trasse am südlichen Fahrbahnrand direkt vor dem Physikalisch-Chemischen Institut (PCI) zu erheblichen Messungenauigkeiten kommen.

##### Wiederaufnahme
Im Jahr 2003 wurde die Planung wieder aufgenommen, wobei die Universität zwischenzeitlich einen Autobahnzubringer forderte.
Die HSB beauftragte die TAW mit einem Gutachten zu den Auswirkungen von EM-Störungen der Oberleitung auf die Instrumente des Deutschen Krebsforschungszentrums (DKFZ), das zum selben Ergebnis wie ein vom DKFZ bei DE-Consult beauftragtes Gutachten: Mit „technischen Maßnahmen“ sei die Straßenbahn mit den damals vorhandenen Einrichtungen verträglich, jedoch nicht mit damals geplanten unterirdischen Anlagen, woraufhin das DKFZ Umplanungen prüfte. Die HSB ließ eine Kosten-Nutzen-Untersuchung für das Projekt durchführen, die im Juni 2004 zum Ergebnis kam, dass eine Straßenbahn wirtschaftlicher als ein Ausbau des Busverkehrs sei.
Es wurden auch alternative Trassen durch den Klausenpfad – und damit den Randbereich statt des Kerngebiets – und ab der Kopfklinik in den Klausenpfad wechselnd untersucht. Universitätsrektor Peter Hommelhoff kündigte im Oktober 2005 an, bei Trassierung durch die Straße „Im Neuenheimer Feld“ statt des Klausenpfades das Projekt scheitern lassen zu wollen. Bereits Mitte 2008 hat der Verkehrsclub Deutschland in der Erwartung, dass eine Einigung nicht möglich sein würde, empfohlen, zumindest den damals weniger umstrittenen Abschnitt bis zur Kopfklinik – vorerst als Stichstrecke – zu bauen.
Der Gemeinderat von Heidelberg beschloss am 21. April 2009, dass die Strecke durch die Straße „Im Neuenheimer Feld“ verlaufen soll, nachdem der Rektor der Universität Bernhard Eitel Gemeinderatsmitgliedern mitteilte, dass die Universität auch bei dieser Trasse zustimmen könne, wenn dafür der Klausenpfad für mehr Kraftfahrzeugverkehr ausgebaut würde. Die 19 im Jahr 2007 beschafften Rhein-Neckar-Variobahnen wurden bereits mit „MITRAC Energy Saver“ (ES) genannten Supercaps ausgerüstet, um Abschnittsweise nicht auf die Fahrleitung angewiesen zu sein.

##### Erste Planfeststellung
Nachdem das Projekt am 10. Juni 2014 vom Regierungspräsidium Karlsruhe (RPK) planfestgestellt worden war, klagten Universität, MPI und DKFZ gegen den Beschluss. Im Dezember 2014 wurde ein Baustopp erlassen, nachdem man kurz vor einer Einigung gewesen war.
Nach Verhandlungen des Oberbürgermeisters und der Stadtverwaltung mit den Klägern, die mit Zustimmung der Gemeinderates am 5. März 2015 zu diesen Änderungen führte, reichte die RNV im März 2015 einen Änderungsantrag beim RPK ein, der am 27. Januar 2016 genehmigt wurde. Durch die mit diesem Antrag eingebrachten Änderungen würde das bislang mit rund 37,5 Mio. € Kosten geplante Projekt um weitere 1,5 Mio. € teurer werden. Sie umfassen
- eine Verlegung der Strecke im Hofmeisterweg weiter nach Süden um den botanischen Garten weniger zu beeinflussen,
- einen weiteren oberstromlos befahrenen Abschnitt, der zunächst mit einer Oberstrombegrenzung auf 770 A geplant war, vor dem PCI, wo der von der Universität für die Neubaustrecke geforderte Grenzwert von 50 nT mit den bisher schon durch die Berliner Straße fahrenden Straßenbahnen weit überschritten wird,[29]
- ein Masse-Feder-System im Bereich MPI/PCI/Geologisches Institut,[30] sowie
- eine Geschwindigkeitsreduktion für die Straßenbahnen in diesem Bereich auf 30 km/h und
- eine zusätzliche Zufahrt für Kraftfahrzeuge zum MPI,

womit alle Änderungswünsche der Kläger erfüllt wurden. Die RNV hoffte, mit dem Änderungsantrag den Streit außergerichtlich beenden zu können. Die Universität jedoch, die die Straßenbahn laut ihres Rektors nicht brauche, hatte bereits angekündigt, dennoch klagen zu wollen, da ein gleichzeitiger Autoverkehr „nicht verkraftbar“ sei. Sie fordert vor einer Einigung die Zustimmung zu weiteren Ausbauten in Richtung Neuenheimer Feld, darunter eine weitere Neckarbrücke.

##### Gerichtsverhandlung
Am 9. März 2016 sollte am Verwaltungsgerichtshof Mannheim die mündliche Verhandlung der Klage der Universität stattfinden, der Termin wurde jedoch aufgehoben, da die Universität einwandte, sie würde sich zu den umfangreichen Schriftsätzen bis zum Beginn der mündlichen Verhandlung nicht sachgerecht äußern können; Sie wurde auf den 10. Mai verschoben. Nach Meinung des Rektors der Universität Bernhard Eitel könne die Strecke mit der Variante durch den Klausenpfad schon längst fertig sein.
Am 11. Mai 2016 hob der Verwaltungsgerichtshof Baden-Württemberg den Planfeststellungsbeschluss auf, weil das Regierungspräsidium die Argumente der Universität übergangen habe, und es ohne eigene Prüfung der Alternativtrassen von der Richtigkeit der wiederholten Prüfungen der RNV ausgegangen sei, was schon im Dezember 2014 vom Gericht bemängelt wurde und danach vom Regierungspräsidium hätte nachgebessert werden können.
Des Weiteren stünde auch der noch geltende Bebauungsplan vom 28. Juli 1960 dem Projekt entgegen, da es nicht von überregionaler Bedeutung sei, nach dem jedoch der heutige Busverkehr ebenfalls nur aufgrund eines Vertrages möglich ist, der auch die Straßenbahn ermöglichen würde. Nach Auffassung des VGH sei die Neubaustrecke nicht von überregionaler Bedeutung, obwohl sie eines der sinnvollsten Nahverkehrsprojekte Deutschlands ist. Die Stadt könne jedoch einen neuen Bebauungsplan aufstellen.
Der vorsitzende Richter verlas außerdem einen Aktenvermerk eines Mitarbeiters des RPK, demzufolge Alexander Thewalt, der Leiter des Amts für Verkehrsmanagement, ein weiteres Planänderungsverfahren für nicht sinnvoll halte, und die Stadt sich nur noch formal auf die Verhandlungen einlasse um einen Schuldigen zu haben. Der Anwalt der RNV entgegnete, dass dies im Zusammenhang mit den sich ständig wiederholenden Verhandlungen mit der Max-Planck-Gesellschaft gesagt wurde. Thewalt selbst sagte danach noch, dass er die Campusbahn weiterhin wolle, und er sich nicht erklären kann, wie der RPK-Mitarbeiter ihn anders verstanden haben könnte.

##### Reaktionen und weitere Forderungen
Alle Heidelberger Stadträte waren von der Deutlichkeit der VGH-Entscheidung überrascht. Bisher wurde die Universität bei Neubauvorhaben vom Bebauungsplan befreit. Arnulf Weiler-Lorentz (Partei Bunte Linke; Stadtrat) schlug vor, dies zukünftig nicht mehr zu machen, da sonst noch mehr Verkehr im Neuenheimer Feld entstehen würde, und den Bebauungsplan für die Straßenbahnplanung passend zu ändern.
Durch die Aufhebung des Planfeststellungsbeschlusses stehen jetzt auch die Forderungen der Universität nach dem Ausbau des Klausenpfades, einer fünften Neckarquerung, einem Autobahnzubringer und einer Campuserweiterung im Raum, die sie Befürwortern der Stadtbahn zufolge „auf dem Rücken der Bevölkerung durchsetzen“ will. Gegen den „Zubringer Nord“ gibt es bereits seit 1966 Protest aus der Bevölkerung. Die nun nicht mehr nutzbare Planung kostete die RNV bereits zwei Millionen Euro.
Die von der Universität geforderte fünfte Neckarquerung wurde bereits vor Erschließung des Gebiets in den 1920er Jahren als Brücke geplant, jedoch nie realisiert. Sie würde durch das 1987 ausgewiesene Naturschutzgebiet „Unterer Neckar, Teilgebiet 1: Altneckar Heidelberg-Wieblingen“ verlaufen, das seit 2005 ein FFH-Gebiet ist. Im Jahr 2002 schlug die Universität hierfür eine eingehauste Brücke mit kleinem Tunnel zum Kurpfalzring am Wieblinger Neubaugebiet Schollengewann vor, deren Kosten auf 23  Mio. € geschätzt wurden. Im Oktober 2005 scheiterte dieser Vorschlag an einer Umweltverträglichkeitsprüfung. Laut dieser sei die Neckarquerung außerdem verzichtbar, wenn andere Maßnahmen wie der Ausbau des Nahverkehrs, Parkraumbewirtschaftung und Umbauten überlasteter Verkehrsknoten umgesetzt würden. Als Alternative wurde neuerdings ein Tunnel unter dem Neckar vorgeschlagen, dessen Kosten auf 75  Mio. € geschätzt werden. Unter den Vorschlägen findet sich auch eine Hochbahn aus Heidelberg-Bahnstadt ins Neuenheimer Feld, wobei jedoch ein schlechter Kosten-Nutzen-Faktor zu erwarten ist, da dies ein bisher nicht in der Stadt vorhandenes Verkehrsmittel wäre.
Die Stadt will nun gemeinsam mit der Universität einen „Masterplan“ zur Optimierung der Verkehrsanbindung des Neuenheimer Feldes ausarbeiten, was voraussichtlich mehrere Jahre dauern wird. Der Oberbürgermeister Eckart Würzner erwartet, dass – sollte es zu neuen Straßenbahnplanungen kommen – die Straßenbahn nun frühestens zwölf Jahren zu erwarten wäre. Laut ihm will die Stadt auch nach dem VGH-Urteil keine neuen Parkhäuser im Neuenheimer Feld bauen lassen, da hierdurch der Kraftfahrzeugverkehr attraktiver werden und die Überlastung zunehmen würde. Derzeit (Oktober 2019) ist noch unklar, ob der Masterplan die Planung einer Straßenbahnstrecke enthalten wird.

#### Kurfürstenanlage Ost
Die Kurfürstenanlage östlich des Römerkreises wurde Ende 2015 umgebaut, wonach die Linienbusse den Bahnkörper der Straßenbahnstrecke mitbenutzen. Das Teilprojekt Kurfürstenanlage Ost ist damit abgeschlossen.

#### Hauptbahnhof Nord
Bis zum 10. September 2019 wurde die Haltestelle Heidelberg Hauptbahnhof auf der Nordseite des Hauptbahnhofs umgestaltet. Dabei wurde die Straßenbahnhaltestelle direkt an den Nordausgang des Bahnhofs verlegt, um die bisher notwendige Straßenüberquerung der Fahrgäste abzuschaffen. Hierbei entstanden drei Bahnsteige an vier Gleisen und zwei Ersatzbahnsteige an der Strecke nach Edingen. Die Fahrbahn wurde nördlich der neuen Haltestelle vorbeigeführt. Außerdem entstand ein Gleisdreieck, das Umleitungen der RNV-Linie 5 aus bzw. nach Mannheim über die Karl-Metz-Straße ermöglicht. Im Rahmen des Teilprojekts wurde auch die Gleistrasse im westlichen Teil der Kurfürstenanlage neu gestaltet.

#### Bahnstadt
Der neue Stadtteil Heidelberg-Bahnstadt wird seit Dezember 2018 durch eine 2,2 km lange Straßenbahnstrecke erschlossen, deren Bau im Herbst 2016 begann,. Die Neubaustrecke ersetzte die alte Strecke, die durch den 1,1 km in Heidelberg-Bahnstadt liegenden Teil der „Eppelheimer Straße“ führte. Am 25. Juni 2014 wurden die Unterlagen zur Planfeststellung beim Regierungspräsidium Karlsruhe eingereicht, am 25. September 2015 wurde der Planfeststellungsbeschluss erlassen.
Die Strecke schwenkt (aus Richtung Eppelheim gesehen) in Höhe des Studentenwohnheims „Alcatraz“ von der bisherigen Trasse nach rechts weg, die bisherige Trasse wird nicht mehr benötigt und soll zu gegebener Zeit zurückgebaut werden. Bis zum Verlassen des Straßenraumes liegt die Strecke in einem Gefälle von bis zu 25 ‰, da die Straße und bisherige Strecke die inzwischen abgerissene Brücke der Zuführungsgleise zum ehemaligen Rangierbahnhof unterqueren. Bis kurz hinter die folgende Haltestelle liegt die Neubaustrecke darum für etwa 360 m in einer Steigung von 17 ‰. In Höhe der früheren Haltestelle „Eisenbahner-Sportplatz“ befindet sich kurz nach Querung der ersten Querstraße die Haltestelle Eppelheimer Terrasse. Die Strecke folgt auf besonderem Bahnkörper mit Rasengleis weiter der Straße „Grüne Meile“ bis zu einem Gleisdreieck mit einem Radius von ca. 25 m in beiden Innenbögen an der Kreuzung mit der Galileistraße, an dessen östlichem Eck die neue Haltestelle Gadamerplatz, die als dynamische Haltestelle mit barrierefreien überfahrbaren Kapbahnsteigen eine Besonderheit im RNV-Netz darstellt, liegt. An der nördlichen Ecke des Gleisdreiecks liegt eine dazugehörige Ersatzhaltestelle, die dortige Strecke führt geradeaus entlang der Galileistraße weiter auf die Czernybrücke, an deren Beginn auf dem „Czernyplatz“ wieder die Bestandstrasse erreicht wird. Die nach Osten führende Strecke folgt weiter der Grünen Meile und quert in einem 175-m-Bogen den „Platz am Wasserturm“. Parallel zur Straße „Czernyring“ entstand an der früheren Kreuzung der „Güteramtsstraße“ die Haltestelle Hauptbahnhof Süd. Die Strecke folgt weiter dem Czernyring bis zum „Montpellier-Platz“, wo sie über ein Gleisdreieck an die Strecke nach Kirchheim angebunden wird.
Im Rasengleis wurde die Strecke mit dem Schienenprofil S 49, sonst Ri 59, als Oberleitung Einfachfahrleitung mit Seitenmasten geplant. Das bereits dafür vorbereitete Gleichrichterunterwerk „Montpellierbrücke“ wurde für die Versorgung der Strecke erweitert. Nach der Fertigstellung der Trasse konnten die Straßenbahnlinien 22 und 26 die Bahnstadt erschließen. Der erste Abschnitt der neuen Trasse (Pfaffengrund-Gadamerplatz-Czernybrücke) ging am 17. Dezember 2017 in Betrieb. Der zweite Abschnitt (Gadamerplatz-Montpellierbrücke) erfolgte ein Jahr später.
Die etwa 9,4 Millionen Euro teure Maßnahme wurde mit 4,2 Millionen Euro vom Land Baden-Württemberg nach dem Landesgemeindeverkehrsfinanzierungsgesetz (LGVFG) gefördert.

#### Pfaffengrund – Eppelheim
Bis Dezember 2017 wurde bereits die Strecke durch Heidelberg-Pfaffengrund zu besonderem Bahnkörper mit Rasengleis umgebaut. Des Weiteren wurden die Haltestellen Kranichweg und Stotz zur neuen Haltestelle „Kranichweg/Stotz“ zusammengelegt. Die Bauarbeiten zur Erneuerung der bisher eingleisigen Brücke aus dem Jahr 1936 über die Bundesautobahn 5 dauerten bis Dezember 2018 an, weshalb eine Umleitung für Autofahrer eingerichtet wurde. Die Brücke war zuvor nur für einen Teil der Fahrzeuge befahrbar.
Gegen den Brückenneubau gab es ein Bürgerbegehren, weil Anwohner mehr Verkehrslärm befürchten und andere Varianten nicht ausreichend untersucht worden seien. Hierauf folgte am 3. Juli 2016 ein Bürgerentscheid, bei dem 17,37 % der Wahlberechtigten den Gemeinderatsbeschluss für den Neubau ablehnten und 21,9 % die Ablehnung ablehnten; 39,5 % der Wahlbeteiligten gaben eine Stimme ab, davon waren 18 Stimmen ungültig. Damit ist der die Stadt 15.000 € kostende Bürgerentscheid gültig und das Bauvorhaben nicht abgelehnt. Dieses Ergebnis fanden alle Parteien zufriedenstellend. Im Nachhinein wurden die von der RNV durchgeführten Werbemaßnahmen als zu teuer kritisiert, weil sie vermutlich durch die Zuschüsse der beteiligten Gemeinden finanziert worden seien.
Der Bau begann Ende 2016 und wurde im Sommer 2018 abgeschlossen. Die etwa 15 Millionen Euro teure Maßnahme wurde mit 1,3 Millionen Euro vom Land Baden-Württemberg nach dem Landesgemeindeverkehrsfinanzierungsgesetz (LGVFG) gefördert.

#### Eppelheim – Schwetzingen
Die bereits bis 1974 bestehende Straßenbahnstrecke nach Schwetzingen sollte wiederaufgebaut werden, was jedoch durch einen Bürgerentscheid im dazwischenliegenden Plankstadt am 25. Mai 2014 verhindert wurde.

#### Anbindung des zukünftigen Stadtteils Patrick-Henry-Village (PHV)
Seit 2018/19 gibt es Überlegungen zur Straßenbahnerschließung des zukünftigen Stadtteils PHV (vormals eine nach dem US-Amerikaner Patrick Henry benannte US-Militärsiedlung). Anfang 2020 lagen dem Heidelberger Gemeinderat verschiedene Trassenführungen vor, die nun von Gutachtern auf Effizienz überprüft werden. Anschließend muss sich der Gemeinderat auf eine Trasse einigen.